# Liste der Lieder der Scorpions

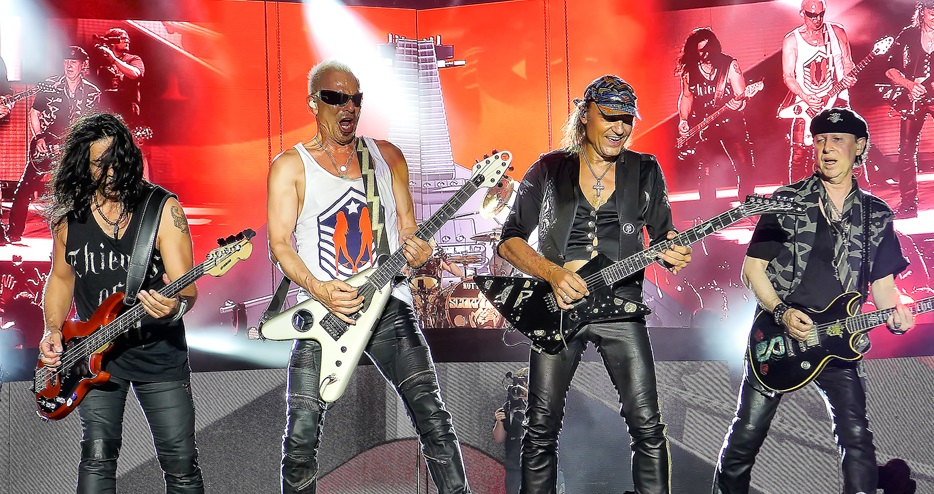
Die Scorpions spielen das Instrumentalstück Coast to Coast mit Sänger Klaus Meine an der Gitarre, 2015 live in Barcelona

Diese Liste umfasst sämtliche Lieder, die von der 1965 gegründeten deutschen Hard-Rock-Band Scorpions aufgenommen wurden. Enthalten sind alle bekannten Aufnahmen von 1972 bis 2022, also ein Zeitraum von 50 Jahren, in dem die Band rund 300 verschiedene Musikstücke veröffentlicht hat. Des Weiteren sind in einer jeweils separaten Aufstellung auch Gastbeiträge für Bild- und Tonträger anderer Künstler sowie auch bislang offiziell unveröffentlichte Lieder enthalten, die zum Beispiel im Internet oder nur auf Bootleg-Veröffentlichungen zu finden sind.

## Überblick
Der Großteil aller Lieder wurde auf den bislang 19 Studioalben (Stand März 2022) der Gruppe veröffentlicht, angefangen beim Debütalbum Lonesome Crow (1972) bis hin zu ihrem aktuellen Studioalbum Rock Believer (2022). Im Laufe ihrer über 50-jährigen Karriere haben die Scorpions viele ihrer Lieder auch in mehreren Versionen veröffentlicht, zum Beispiel einige Remixe ihrer Balladen auf dem Remixalbum Still Loving You (1992), als Orchester-Versionen in Zusammenarbeit mit den Berliner Philharmonikern (Moment of Glory, 2000), als Akustik- und Unplugged-Versionen auf den Konzertalben Acoustica (2001) und MTV Unplugged (2013) oder auch komplette Neueinspielungen älterer Songs, wie etwa auf ihrem Album Comeblack (2011). Um schnell einen genaueren Überblick über die Songs und ihre verschiedenen Versionen zu bekommen, werden diese in der Liste im Feld „Versionen“ entsprechend mit Versionsbezeichnung und Veröffentlichungsjahr aufgeführt.
Des Weiteren hat die Gruppe auch manche Songs exklusiv nur auf bestimmten Kompilationen (Beispiel: Love Is Blind wurde 1999 ausschließlich auf dem Best-of-Album Best veröffentlicht) oder als Bonustracks auf bestimmten Versionen ihren Alben nur in ausgewählten Ländern zugänglich gemacht (siehe etwa verschiedene Bonustracks des Albums Face the Heat, 1993). Zuvor unveröffentlichte Songs, sogenannte Non Album Tracks, als B-Seiten auf Maxi-Singles, wie es bei anderen Bands oft üblich ist, haben die Scorpions gemessen an der großen Anzahl ihrer Single-Veröffentlichungen vergleichsweise selten angeboten. Ein Beispiel dafür ist das Lied Rubber Fucker, das auf der Single Alien Nation 1993 noch vor der Veröffentlichung des dazugehörigen Albums Face the Heat erschien. Da dieser Titel auf dem Album aber nicht erneut enthalten war, handelt es sich um eine exklusive B-Seite dieser Single, also ein Non Album Track.
Darüber hinaus umfasst diese Liste auch Titel, an denen nur einzelne Bandmitglieder im Rahmen ihrer Mitgliedschaft bei den Scorpions mitgewirkt haben, wie etwa die Gastbeiträge zu Avantasia von Klaus Meine und Rudolf Schenker. Gastbeiträge von Ex-Bandmitgliedern zählen hier allerdings nicht dazu, es werden nur Zusammenarbeiten von Bandmitgliedern während ihrer Mitgliedschaft bei den Scorpions gewertet. Das schließt also auch Neuinterpretationen älterer Scorpions-Songs aus, die vor allem von Uli Jon Roth (Ex-Gitarrist) und Herman Rarebell (Ex-Schlagzeuger) später vermehrt erschienen sind.
Von manchen Scorpions-Titeln gibt es jedoch auch weitere Coverversionen anderer Künstler, an denen auch ein oder mehrere Bandmitglieder selbst mitgewirkt haben. Aufgrund der Verbindung zu den Scorpions werden auch diese Aufnahmen in dieser Aufstellung berücksichtigt. Solange aber nicht alle fünf Bandmitglieder daran beteiligt waren, sind diese Versionen nur als Gastbeitrag in der zweiten Tabelle aufgeführt, da das lediglich eine Kooperation mit einem anderen Künstler darstellt, anstatt einer Neuinterpretation der Band selbst.
Ein besonderes Beispiel ist das UFO-Cover Doctor Doctor - ein Lied, das im Original also gar nicht von der Band selbst stammt. Ungeachtet dessen, dass die Band es schon früher auf Konzerten gelegentlich gespielt hatte, erschien schließlich 2009 eine erste Live-Aufzeichnung dieses Titels der Scorpions selbst (zusammen mit Michael Schenker als Gast). Folglich war das das erste Mal, dass der Song in einer offiziellen Scorpions-Interpretation auf einem Tonträger der Band selbst herauskam. Allerdings erschien bereits 25 Jahre zuvor auf einem Live-Album der Michael Schenker Group eine Version des Titels, bei der allerdings nur Sänger Klaus Meine und Gitarrist Rudolf Schenker als Gäste mitgewirkt haben. Deshalb findet sich das Lied auch in der zweiten Liste in dieser Version wieder, da es sich dabei um einen Gastbeitrag anstelle einer offiziellen Scorpions-Interpretation handelt.

## Statistik der Songs

CD-Aufdruck der Maxi-Single Wind of Change, der erfolgreichsten Single der Bandgeschichte

Die drei bekanntesten Lieder der Scorpions, die im Live-Programm der Gruppe auch zumeist den Zugabenteil bilden, sind die beiden Balladen Still Loving You (1984) und Wind of Change (1990) sowie die Rockhymne Rock You Like a Hurricane (1984).
Die kommerziell erfolgreichste Single-Veröffentlichung der Band ist Wind of Change, welche sich im Jahr 1991 zu einem Welthit entwickelte. Sie galt in den Medien als sogenannte „Hymne der Wende“, da sie in einem Zeitraum des politischen Wandels, zum Beispiel in Deutschland und Russland, herauskam und damit den damaligen Zeitgeist der Veränderung widerspiegelte. Wind of Change ist außerdem die erfolgreichste Single überhaupt aus deutscher Produktion, das Hamburger Abendblatt etwa geht von mehr als 14 Millionen verkauften Singles weltweit aus. Das Lied ist nicht nur der einzige Nummer-eins-Hit der Band in Deutschland, sondern zusammen mit der Nachfolge-Single Send Me an Angel auch der einzige Song der Scorpions, der in Deutschland die Top-10 erreicht hat.
Der am häufigsten live gespielte Song der Band ist The Zoo (1980), gefolgt von Rock You Like a Hurricane (1984) und Big City Nights (1984), welche alle weit über 1.000 Mal von der Band live gespielt wurden.
Das bis heute längste Lied der Gruppe ist das 13:31 Minuten lange Titelstück des ersten Albums Lonesome Crow aus dem Jahr 1972. Das kürzeste mit 1:14 Minuten ist die Live-Aufnahme des Elvis-Presley-Covers Hound Dog auf dem Live-Album Tokyo Tapes von 1978. Lässt man nur Studioaufnahmen oder Eigenkompositionen für diese Beurteilung zu, ist der kürzeste Titel das 2:16 Minuten lange Sign of Hope von 2020.
Die Lieder der Band sind stets in englischer Sprache verfasst, obwohl die Muttersprache der Band deutsch ist. Es gibt nur wenige Ausnahmen: Die beiden Sweet-Cover-Songs Fuchs geh' voran und Wenn es richtig losgeht (1975) sowie der Song Du bist so schmutzig (und doch so schön) (1999), welcher allerdings auch englische Strophen enthält, sind auf Deutsch verfasst. Der Song erschien auf ihrem umstrittensten Album Eye II Eye und existiert allerdings auch in einer komplett-englischen Version mit dem Titel Start Me Up. In dem ansonsten komplett-englischsprachigen Song Humanity (2007) ist in der zweiten Textzeile auch ein deutsches „auf Wiedersehen“ enthalten.
Der Song Destin enthält mit „Mon destin inscrit en toi“ eine französische Zeile im Refrain. Ebenso wie in der japanischen Interpretation selbigen Liedes mit dem Titel Kami O Shin Jiru ist der Rest des Songs jedoch weiterhin auf Englisch verfasst. Das Lied Ave Maria No Morro ist eine Coverversion auf Portugiesisch, während die Titel Kōjō no Tsuki und Kimi Ga Yo komplett auf Japanisch gesungen werden. Mit einem Gastauftritt bei einer Konzertaufzeichnung der ungarischen Band Omega machte Sänger Klaus Meine (auch mit Rudolf Schenker an der Gitarre) zudem sogar noch eine Berührung mit der ungarischen Sprache, in dem er zwei Songs der Band in deren Landessprache mitsang, im Anschluss an eine gemeinsame Live-Darbietung des Scorpions-Hits Wind of Change. Dieses Lied wurde, zusätzlich zu der englischen Version auf dem Album Crazy World, bereits ein Jahr nach der Single-Veröffentlichung im Frühjahr 1991, auch in einer russischen und spanischen Fassung aufgenommen und als eigenständige Single vermarktet. Und die Ballade Still Loving You wurde 2011 mit Amandine Bourgeois zusätzlich noch als französische Version unter dem Titel Je t'aime encore adaptiert.
Das Lied Still Loving You ist es auch, welches von allen Scorpions-Titeln in den meisten verschiedenen Versionen veröffentlicht wurde (10 Stück).
Die Liste umfasst auch 106 Schenker/Meine-Kompositionen. Das sind Lieder, bei denen ausschließlich Rudolf Schenker die Musik komponiert hat, während Klaus Meine allein den Text dazu geschrieben hat. Das macht also mehr als ein Drittel aller Scorpions-Songs aus. Ferner gibt es auch Kompositionen, an denen zusätzlich zu Schenker und Meine z. B. Herman Rarebell mitgewirkt hat, beispielsweise bei Rock You Like a Hurricane.
Außerdem enthalten sind 13 Instrumentalstücke, von denen jedoch nur zwei offiziell auf einem Studioalbum erschienen sind. Night Lights (1975) und Coast to Coast (1979) sind reine instrumentale Kompositionen der Band, die im Studio aufgenommen wurden. Der Titel Deadly Sting Suite, eine Zusammenarbeit mit den Berliner Philharmonikern, ist lediglich eine instrumentale Zusammenführung der Songs He's a Woman - She's a Man (1977) und Dynamite (1982). Diese erschien auf dem Album Moment of Glory (2000) auch in einer Studioversion. Die restlichen instrumentalen Stücke sind hauptsächlich Gitarren- und Schlagzeugsolos, die auf diversen Ton- oder Bildträgern von Konzerten veröffentlicht wurden oder auch erste Demos für bereits bekannte Alben (siehe etwa Love at First Sting - 50th Anniversary Deluxe Edition).
Die meisten Lieder der Band wurden von Dieter Dierks produziert, der zwischen 1975 und 1988 nicht nur 8 Studioalben, sondern auch die beiden Live-Alben Tokyo Tapes (1978) und World Wide Live (1985) produziert hat. Von 2010 bis 2017 wurden sämtliche Aufnahmen der Scorpions von den beiden schwedischen Produzenten Mikael Nord Anderson und Martin Hansen produziert. Die aktuellsten Aufnahmen, welche auf dem Album Rock Believer erschienen, wurden von der Band selbst mit Hans-Martin Buff produziert.

## Liste der Scorpions-Lieder
Diese Auflistung umfasst aktuell 287 verschiedene Songs, von denen 70 als Single erschienen sind. Vorrangig werden hier Lieder in ihrer ersten Studioaufnahme bzw. -veröffentlichung gelistet. Lieder, wie etwa diverse Bonustracks der 50th Anniversary Deluxe Editions, welche zwar schon in den 70er- oder 80er-Jahren aufgenommen, aber erst 2015 offiziell zugänglich gemacht und nur als Demo-Version veröffentlicht wurden, werden entsprechend mit dem Jahr ihrer Erstveröffentlichung auf CD/LP gekennzeichnet, also 2015. Sofern diese Demos auf bereits zuvor veröffentlichte Kompositionen zurückgehen, werden diese Demos hingegen unter „Versionen“ als Alternativinterpretation mit dem entsprechenden Veröffentlichungsjahr angegeben. Etwaige frühere Publikationen von diversen Titeln auf Bootlegs werden hier nicht berücksichtigt, da es sich hier nur um offiziell freigegebene Veröffentlichungen handeln soll.
Titel, die ausschließlich bei Konzerten aufgeführt wurden bzw. auf Tonträgern nur als Live-Aufnahme existieren (inklusive diverser Gitarren- und Schlagzeugsolos, sofern diese offiziell mit einem eigenen Titel versehen wurden), werden entsprechend nur in ihrer ersten Veröffentlichung auf Bild- oder Tonträger aufgeführt, auch wenn der Song vielleicht schon viel früher auf Konzerten vorgestellt wurde.
Von dieser Liste ausgenommen sind Stücke, die meist auf Live-Alben zwar einen eigenen Titel bilden, aber kein Lied, sondern lediglich ein Intro oder eine Überleitung darstellen. Das betrifft die Titel Countdown (World Wide Live, 1985; Live at Madison Square Garden, 2015); Ready to Sting (Live at Wacken Open Air 2006, 2007); Ladies and Gentlemen (Live 2011: Get Your Sting & Blackout, 2011) sowie diverse Intros von Konzertaufnahmen auf USB-Sticks (Get Your Sting and Blackout Tour, 2010).
Die Lieder, die in einem oder mehreren Ländern als Single veröffentlicht wurden, sind in dieser Liste fett hervorgehoben.
Anmerkung: Die Liste ist sortierbar: Durch Anklicken eines Spaltenkopfes wird die Liste nach dieser Spalte sortiert, zweimaliges Anklicken kehrt die Sortierung um. Durch das aufeinanderfolgende Anklicken zweier Spalten lässt sich jede gewünschte Kombination erzielen.
| #   | Titel                                                   | Komponist                                                                        | Autor                                                                            | Versionen | Album                                                                            | Jahr | Anmerkungen |
| --- | ------------------------------------------------------- | -------------------------------------------------------------------------------- | -------------------------------------------------------------------------------- | --- | -------------------------------------------------------------------------------- | ---- | --- |
| 1   | 10 Light Years Away                                     | Mick Jones, Marti Frederiksen, Klaus Meine, Rudolf Schenker                      | Mick Jones, Marti Frederiksen, Klaus Meine, Rudolf Schenker                      | | Eye II Eye                                                                       | 1999 | Mick Jones, Kopf der bekannten Rock-Band Foreigner, spielte als Gastmusiker die Akustikgitarre ein. |
| 2   | 321                                                     | Rudolf Schenker, Desmond Child, Marti Frederiksen, Jason Paige                   | Rudolf Schenker, Desmond Child, Marti Frederiksen, Jason Paige                   | | Humanity – Hour I                                                                | 2007 | |
| 3   | A Moment in a Million Years                             | Klaus Meine                                                                      | Klaus Meine                                                                      | - Album-Version (1999) - Acoustic-Version (1999) | Eye II Eye                                                                       | 1999 | Produzent Peter Wolf ist hier in der ursprünglichen Album-Version am Klavier zu hören. Obwohl das Lied selbst nicht als Single erschien, wurde ein Musikvideo produziert, für welches das Lied auch in einer anderen Version (Acoustic-Version) aufgenommen wurde. |
| 4   | Across the Universe                                     | John Lennon, Paul McCartney                                                      | John Lennon, Paul McCartney                                                      | | Comeblack                                                                        | 2011 | Cover von The Beatles (1969). |
| 5   | Action                                                  | Klaus Meine, Michael Schenker, Rudolf Schenker, Lothar Heimberg, Wolfgang Dziony | Klaus Meine, Michael Schenker, Rudolf Schenker, Lothar Heimberg, Wolfgang Dziony | - Album-Version (1972) - Unreleased Single-Version - Instrumental (2015) | Lonesome Crow                                                                    | 1972 | |
| 6   | Aleyah                                                  | Rudolf Schenker                                                                  | Klaus Meine, Rudolf Schenker                                                     | - Album-Version (1999) - Radio-Edit (1999) | Eye II Eye                                                                       | 1999 | Bei der Single handelt es sich nur um eine Promo-Single. |
| 7   | Alien Nation                                            | Rudolf Schenker                                                                  | Klaus Meine                                                                      | - Edit (1993) - Album-Version (1993) | Face the Heat                                                                    | 1993 | Dieses Lied ist, zumindest beschränkt auf die 90er-Jahre, für die Scorpions äußerst düster und rockig ausgefallen. Dennoch wurde es, nach dem Erfolg mit den beiden Balladen Wind of Change und Send Me an Angel, als Vorbote des Albums Face the Heat ausgewählt. |
| 8   | All Day and All of the Night                            | Raymond Douglas Davies                                                           | Raymond Douglas Davies                                                           | | Comeblack                                                                        | 2011 | Cover von The Kinks (1964). |
| 9   | All for One                                             | Klaus Meine, Mikael Nord Anderson, Martin Hansen                                 | Klaus Meine, Mikael Nord Anderson, Martin Hansen                                 | | Return to Forever                                                                | 2015 | |
| 10  | All Night Long (1)                                      | Klaus Meine, Uli Jon Roth                                                        | Klaus Meine, Uli Jon Roth                                                        | | Tokyo Tapes                                                                      | 1978 | Nur als Live-Aufnahme veröffentlicht. |
| 11  | All Night Long (2)                                      | Klaus Meine, Uli Jon Roth                                                        | Klaus Meine, Uli Jon Roth                                                        | | Animal Magnetism (50th Anniversary Deluxe Edition)                               | 2015 | Demo-Song, aus den Sessions für Animal Magnetism (1980). Dieser Titel hat musikalisch keine Gemeinsamkeit mit dem gleichnamigen Live-Track aus Tokyo Tapes. |
| 12  | Always Be with You                                      | Rudolf Schenker                                                                  | Klaus Meine, Mikael Nord Anderson, Martin Hansen                                 | | Born to Touch Your Feelings - Best of Rock Ballads                               | 2017 | |
| 13  | Always Somewhere                                        | Rudolf Schenker                                                                  | Klaus Meine                                                                      | - Album-Version (1979) - Remix (1992) 1 - Acoustic-Version, Live (2001) | Lovedrive                                                                        | 1979 | |
| 14  | American Girls                                          | Rudolf Schenker                                                                  | Klaus Meine                                                                      | | Animal Magnetism (50th Anniversary Deluxe Edition)                               | 2015 | Demo-Song, aus den Sessions für Animal Magnetism (1980). |
| 15  | Animal Magnetism                                        | Rudolf Schenker                                                                  | Klaus Meine, Herman Rarebell                                                     | | Animal Magnetism                                                                 | 1980 | |
| 16  | Another Piece of Meat                                   | Rudolf Schenker, Herman Rarebell                                                 | Herman Rarebell                                                                  | | Lovedrive                                                                        | 1979 | Dieser Track ist einer von dreien, bei denen Michael Schenker auf dem Lovedrive-Album die Gitarre eingespielt hat. |
| 17  | Anytime (You Want It)                                   | Rudolf Schenker                                                                  | Klaus Meine                                                                      | | Love at First Sting (50th Anniversary Deluxe Edition)                            | 2015 | Demo-Song, aus den Sessions für Love at First Sting (1984). |
| 18  | Are You the One?                                        | Rudolf Schenker                                                                  | Klaus Meine                                                                      | | Pure Instinct                                                                    | 1996 | Wurde ursprünglich für Bonnie Tyler geschrieben, ihre Version des Songs erschien 1995 unter dem Titel You're the One auf dem Album Free Spirit. |
| 19  | Arizona                                                 | Rudolf Schenker                                                                  | Herman Rarebell                                                                  | | Blackout                                                                         | 1982 | Ein Promotionclip zu dem Lied erschien ohne direkte Beteiligung der Gruppe. |
| 20  | As Soon as the Good Times Roll                          | Rudolf Schenker                                                                  | Klaus Meine                                                                      | | Love at First Sting                                                              | 1984 | Dieser Song ist der einzige auf dem Album Love at First Sting, der niemals live von der Band gespielt worden ist. |
| 21  | Ave Maria No Morro                                      | Herivelto Martins, Mario Salinas                                                 | Herivelto Martins, Mario Salinas                                                 | | White Dove (Single)                                                              | 1994 | Cover von Dalva de Oliveira (1942). Dieses Lied ist das einzige der Band, welches in portugiesischer Sprache gesungen wird. |
| 22  | Back to You                                             | Klaus Meine                                                                      | Klaus Meine                                                                      | | Acoustica                                                                        | 2001 | Nur als Live-Aufnahme in der Akustikversion veröffentlicht. Ursprünglich nur auf der Konzert-DVD Acoustica enthalten, erstmalig 2009 auf dem Bootleg Taken B-Side auf einem Tonträger veröffentlicht und seit 2017 auch Bestandteil der Vinyl-Edition vom Acoustica-Album. |
| 23  | Backstage Queen                                         | Rudolf Schenker                                                                  | Klaus Meine                                                                      | | Virgin Killer                                                                    | 1976 | |
| 24  | Bad Boys Running Wild                                   | Rudolf Schenker                                                                  | Klaus Meine, Herman Rarebell                                                     | | Love at First Sting                                                              | 1984 | Das Lied beginnt mit einem sehr ungewöhnlichen Gitarrenintro, welches Matthias Jabs unbedingt am Anfang des Albums Love at First Sting platzieren wollte, weshalb dieser Titel das Album eröffnet. |
| 25  | Bad for Good                                            | Rudolf Schenker                                                                  | Klaus Meine, Dieter Dierks                                                       | | Bad for Good: The Very Best of Scorpions                                         | 2002 | |
| 26  | Believe in Love                                         | Rudolf Schenker                                                                  | Klaus Meine                                                                      | - Album-Version (1988) - Single-Version (1988) - Remix (1992) 1 | Savage Amusement                                                                 | 1988 | |
| 27  | Big City Nights                                         | Rudolf Schenker                                                                  | Klaus Meine                                                                      | - Album-Version (1984) - Remix (1989) 2 - Orchester-Version feat. Ray Wilson (2000) - Neuaufnahme (2011) - Unplugged-Version, Live (2013) | Love at First Sting                                                              | 1984 | |
| 28  | Blackout                                                | Rudolf Schenker                                                                  | Klaus Meine, Herman Rarebell, Sonja Kittelsen                                    | - Album-Version (1982) - Neuaufnahme (2011) - Unplugged-Version, Live (2013) | Blackout                                                                         | 1982 | |
| 29  | Blood Too Hot                                           | Rudolf Schenker                                                                  | Klaus Meine                                                                      | | Unbreakable                                                                      | 2004 | |
| 30  | Blue Dream                                              | Uli Jon Roth                                                                     | –                                                                                | | Taken by Force (50th Anniversary Deluxe Edition)                                 | 2015 | Unfinished-Instrumental-Version, aus den Sessions für Taken by Force (1977). |
| 31  | Boléro                                                  | Maurice Ravel                                                                    | –                                                                                | | Live at Wacken Open Air 2006: A Night to Remember – A Journey Through Time (DVD) | 2007 | Nur als Live-Aufnahme veröffentlicht, Cover von Maurice Ravel (1928). |
| 32  | Borderline                                              | Rudolf Schenker                                                                  | Klaus Meine                                                                      | | Unbreakable                                                                      | 2004 | |
| 33  | Born to Touch Your Feelings                             | Rudolf Schenker                                                                  | Klaus Meine                                                                      | - Album-Version (1977) - Remix (1992) 1 - Unplugged-Version, Live (2013) - Unplugged-Version, Studio-Edit (2014) | Taken by Force                                                                   | 1977 | Am Schluss der ursprünglichen Studioversion sind verschiedene Frauenstimmen in unterschiedlichen Sprachen (u. a. französisch und japanisch) zu hören. Diese wurden von Frauen aus Japan, Surinam, Rom, L.A. und Tahiti eingesprochen. |
| 34  | Busy Guys                                               | Rudolf Schenker                                                                  | Klaus Meine                                                                      | | Taken by Force (50th Anniversary Deluxe Edition)                                 | 2015 | Unreleased-Demo-Version, aus den Sessions für Taken by Force (1977). |
| 35  | But the Best For You                                    | Klaus Meine                                                                      | Klaus Meine                                                                      | | Pure Instinct                                                                    | 1996 | |
| 36  | Call of the Wild                                        | Rudolf Schenker                                                                  | Klaus Meine                                                                      | | Rock Believer                                                                    | 2022 | Im Text des Songs kommt das bereits für das 1979 veröffentlichte Lied bzw. Album verwendete Wort Lovedrive vor, welches in der englischen Sprache offiziell nicht existiert. |
| 37  | Can You Feel It                                         | James Kottak                                                                     | James Kottak, Klaus Meine                                                        | | Unbreakable                                                                      | 2004 | Der einzige Song auf einem Scorpions-Studioalbum, bei dem Schlagzeuger James Kottak an Text und Komposition beteiligt war. |
| 38  | Can't Get Enough                                        | Rudolf Schenker                                                                  | Klaus Meine                                                                      | | Lovedrive                                                                        | 1979 | |
| 39  | Can't Live Without You                                  | Rudolf Schenker                                                                  | Klaus Meine                                                                      | - Album-Version (1982) - Unplugged-Version, Live (2013) | Blackout                                                                         | 1982 | |
| 40  | Catch Your Luck and Play                                | Rudolf Schenker                                                                  | Klaus Meine, Martin Hansen, Mikael Nord Anderson                                 | | Return to Forever                                                                | 2015 | |
| 41  | Catch Your Train                                        | Rudolf Schenker                                                                  | Klaus Meine                                                                      | - Album-Version (1976) - Acoustic-Version, Live (2001) | Virgin Killer                                                                    | 1976 | |
| 42  | 'Cause I Love You                                       | Rudolf Schenker                                                                  | Klaus Meine                                                                      | - Album-Version (2002) - Demo-Version (2015) | Bad for Good: The Very Best of Scorpions                                         | 2002 | Ursprünglich für das Album Lovedrive (1979) geplant gewesen, aber erst 2002 aufgenommen und veröffentlicht. |
| 43  | Children of the Revolution                              | Marc Bolan                                                                       | Marc Bolan                                                                       | | Comeblack                                                                        | 2011 | Cover von T. Rex (1972). |
| 44  | China White                                             | Rudolf Schenker                                                                  | Klaus Meine                                                                      | - Gitarrensolo 1 (1982) - Alternatives Gitarrensolo (1982) | Blackout                                                                         | 1982 | Weil sich Rudolf Schenker nicht zwischen seinen zwei Gitarrensolos entscheiden konnte, wurden schließlich beide Versionen veröffentlicht. |
| 45  | Coast to Coast                                          | Rudolf Schenker                                                                  | –                                                                                | | Lovedrive                                                                        | 1979 | Dieser Track ist einer von dreien, bei denen Michael Schenker auf dem Lovedrive-Album die Gitarre eingespielt hat. Rudolf Schenker sah diesen Song zunächst nicht als instrumental an. Erst Klaus Meine meinte zu ihm, dass dieser Song keinen Text mehr brauchen würde. Damit entstand der zweite und bis heute letzte Instrumentaltitel auf einem Studioalbum der Scorpions. Bei Live-Auftritten greift hier auch Sänger Meine selbst zur Gitarre.                                                         |
| 46  | Cold                                                    | Matthias Jabs, Desmond Child, Eric Bazilian, Marti Frederiksen                   | Matthias Jabs, Desmond Child, Eric Bazilian, Marti Frederiksen                   | | Humanity – Hour I                                                                | 2007 | Das Lied ist nur als Bonustrack der japanischen Albumversion auf CD sowie auf der DVD der Limited Edition und auf Vinyl weltweit enthalten. |
| 47  | Coming Home                                             | Rudolf Schenker                                                                  | Klaus Meine                                                                      | | Love at First Sting                                                              | 1984 | Das Lied beginnt mit einem äußerst ruhigen Teil, bevor sich der Song plötzlich in einen sehr schnellen Rocksong verwandelt. Entsprechend dynamisch ist das Lied auch damals aufgenommen worden. |
| 48  | Concerto in V                                           | Rudolf Schenker                                                                  | –                                                                                | | Live Bites                                                                       | 1995 | Gitarrensolo, nur als Live-Aufnahme veröffentlicht. |
| 49  | Crazy Ride                                              | Rudolf Schenker                                                                  | Klaus Meine                                                                      | | Return to Forever                                                                | 2015 | Nur als Bonustrack der Müller Edition (2015) und der Tour Edition (2016) des Albums erhältlich. |
| 50  | Crazy World                                             | Rudolf Schenker                                                                  | Klaus Meine, Rudolf Schenker, Herman Rarebell, Jim Vallance                      | | Crazy World                                                                      | 1990 | |
| 51  | Crossfire                                               | Rudolf Schenker                                                                  | Klaus Meine                                                                      | - Album-Version (1984) - Orchester-Version Crossfire: Prologue (Midnight in Moscow)/Crossfire (2000) | Love at First Sting                                                              | 1984 | |
| 52  | Crossing Borders                                        | Matthias Jabs                                                                    | Klaus Meine, Matthias Jabs                                                       | | Rock Believer                                                                    | 2022 | Nur als Bonustrack der Deluxe Edition des Albums erhältlich. |
| 53  | Crying Days                                             | Rudolf Schenker                                                                  | Klaus Meine                                                                      | | Virgin Killer                                                                    | 1976 | |
| 54  | Daddy's Girl                                            | Rudolf Schenker                                                                  | Klaus Meine                                                                      | | Face the Heat                                                                    | 1993 | Nur als Bonustrack der europäischen und japanischen Version des Albums erhältlich. |
| 55  | Dancing with the Moonlight                              | Matthias Jabs                                                                    | Klaus Meine                                                                      | - Unplugged-Version, Live (2013) - Unplugged-Version, Studio-Edit (2014) - Album-Version (2015) - Demo-Version Dancing in the Moonlight (2015) | MTV Unplugged - in Athens                                                        | 2013 | Das ursprünglich Ende der 80er Jahre entstandene Lied feierte seine Premiere im Rahmen der MTV-Unplugged-Konzerte im Jahr 2013, bevor es 2015 noch einmal mit elektrischer Gitarre eingespielt als Studioversion (häufige Bezeichnung: Electric Version) veröffentlicht wurde. Nur als Bonustrack der Limited Deluxe Edition (2015) und der Tour Edition (2016) des Albums erhältlich. |
| 56  | Dark Lady                                               | Uli Jon Roth                                                                     | Uli Jon Roth                                                                     | | In Trance                                                                        | 1975 | |
| 57  | Deadly Sting Suite: He's a Woman - She's a Man/Dynamite | Rudolf Schenker                                                                  | –                                                                                | | Moment of Glory                                                                  | 2000 | Instrumentale Orchester-Version von He's a Woman - She's a Man (1977) und Dynamite (1982) in Zusammenarbeit mit den Berliner Philharmonikern. |
| 58  | Deep and Dark                                           | Matthias Jabs                                                                    | Klaus Meine, Matthias Jabs                                                       | | Unbreakable                                                                      | 2004 | |
| 59  | Delicate Dance                                          | Matthias Jabs                                                                    | –                                                                                | | MTV Unplugged - in Athens                                                        | 2013 | Nur als Live-Aufnahme veröffentlicht. Das Instrumentalstück entstand ursprünglich für MTV Unplugged als Akustikversion und wurde später auch als „elektrische Version“ häufiger auf nachfolgenden Konzerten von Matthias Jabs und Ingo Powitzer gespielt. |
| 60  | Delirious                                               | Rudolf Schenker                                                                  | Klaus Meine                                                                      | | Return to Forever                                                                | 2015 | Nur als Bonustrack der iTunes Edition (2015) und der Tour Edition (2016) des Albums erhältlich. |
| 61  | Destin                                                  | Rudolf Schenker                                                                  | Klaus Meine                                                                      | | Face the Heat                                                                    | 1993 | Nur als Bonustrack der europäischen Version des Albums erhältlich. |
| 62  | Doctor Doctor                                           | Michael Schenker, Phil Mogg                                                      | Michael Schenker, Phil Mogg                                                      | | A Night to Remember - Live in Essen (USB-Stick)                                  | 2009 | Nur als Live-Aufnahme veröffentlicht. Cover von UFO (1974) mit Michael Schenker als Gastgitarrist. |
| 63  | Does Anyone Know                                        | Klaus Meine                                                                      | Klaus Meine                                                                      | - Album-Version (1996) - Radio-Edit (1996) | Pure Instinct                                                                    | 1996 | |
| 64  | Don't Believe Her                                       | Rudolf Schenker, Jim Vallance                                                    | Herman Rarebell, Klaus Meine, Jim Vallance                                       | | Crazy World                                                                      | 1990 | |
| 65  | Don't Make No Promises (Your Body Can't Keep)           | Matthias Jabs                                                                    | Herman Rarebell                                                                  | | Animal Magnetism                                                                 | 1980 | |
| 66  | Don't Stop at the Top                                   | Rudolf Schenker                                                                  | Klaus Meine, Herman Rarebell                                                     | | Savage Amusement                                                                 | 1988 | |
| 67  | Dreamers                                                | Klaus Meine, Rudolf Schenker, Eric Bazilian                                      | Klaus Meine, Eric Bazilian                                                       | | Unbreakable                                                                      | 2004 | Nur als Bonustrack der japanischen Version des Albums sowie auf Sting in the Tail - Premium Edition (2010) als Bonustrack erhältlich. |
| 68  | Drifting Sun                                            | Uli Jon Roth                                                                     | Uli Jon Roth                                                                     | | Fly to the Rainbow                                                               | 1974 | |
| 69  | Drive                                                   | Ric Ocasek                                                                       | Ric Ocasek                                                                       | | Acoustica                                                                        | 2001 | Nur als Live-Aufnahme in der Akustikversion veröffentlicht, Cover von The Cars (1984). |
| 70  | Drum-Athenica                                           | James Kottak, PiTTi                                                              | –                                                                                | | MTV Unplugged - in Athens (DVD/Blu-ray)                                          | 2013 | Nur als Live-Aufnahme auf der Konzert-DVD/Blu-ray von MTV Unplugged (2013) veröffentlicht. |
| 71  | Du bist so schmutzig (und doch so schön)                | Matthias Jabs, Rudolf Schenker                                                   | Klaus Meine, Matthias Jabs, James Kottak                                         | | Eye II Eye                                                                       | 1999 | Abgesehen von zwei Sweet-Coversongs im Jahr 1975 die einzige deutschsprachige Aufnahme der Scorpions. Eine vollständig englischsprachige Version des Titels erschien im selben Jahr unter dem Namen Start Me Up. |
| 72  | Dust in the Wind                                        | Kerry Livgren                                                                    | Kerry Livgren                                                                    | | Acoustica                                                                        | 2001 | Nur als Live-Aufnahme in der Akustikversion veröffentlicht. Cover von Kansas (1977). |
| 73  | Dynamite                                                | Rudolf Schenker                                                                  | Klaus Meine, Herman Rarebell                                                     | - Album-Version (1982) - Orchester-Version, Live (2000) | Blackout                                                                         | 1982 | |
| 74  | Edge of Time                                            | Rudolf Schenker                                                                  | Klaus Meine                                                                      | - Album-Version (1995) - Radio-Edit (1995) - Demo-Version (2015) | Deadly Sting                                                                     | 1995 | Nur auf der europäischen Version von Deadly Sting enthalten, in Amerika wurde das Lied hingegen auf einer angepassten Version des Live-Albums Live Bites im selben Jahr veröffentlicht. |
| 75  | Evening Wind                                            | Uli Jon Roth                                                                     | Uli Jon Roth                                                                     | | In Trance                                                                        | 1975 | |
| 76  | Every Minute Every Day                                  | Rudolf Schenker                                                                  | Klaus Meine                                                                      | | Savage Amusement                                                                 | 1988 | Peter Baltes, ehemaliger Musiker der deutschen Band Accept, ist im Intro dieses Songs zu hören. |
| 77  | Eye of the Storm                                        | Klaus Meine, Mikael Nord Anderson, Martin Hansen                                 | Klaus Meine                                                                      | - Album-Version (2015) - Radio-Edit (2015) | Return to Forever                                                                | 2015 | |
| 78  | Eye to Eye                                              | Rudolf Schenker                                                                  | Klaus Meine                                                                      | | Eye II Eye                                                                       | 1999 | Das Lied wurde in Andenken an die verstorbenen Väter von Schenker und Meine, Heinrich Schenker und Hugo Meine, geschrieben. |
| 79  | Falling in Love                                         | Herman Rarebell                                                                  | Herman Rarebell                                                                  | | Animal Magnetism                                                                 | 1980 | |
| 80  | Far Away                                                | Rudolf Schenker, Michael Schenker                                                | Klaus Meine                                                                      | | Fly to the Rainbow                                                               | 1974 | |
| 81  | Fast and Furious                                        | Matthias Jabs                                                                    | –                                                                                | | Savage Amusement (50th Anniversary Deluxe Edition)                               | 2015 | Demo, aus den Sessions für Savage Amusement (1988). |
| 82  | First Sting Jam                                         | Rudolf Schenker, Matthias Jabs                                                   | –                                                                                | | Love at First Sting (50th Anniversary Deluxe Edition)                            | 2015 | Demo, aus den Sessions für Love at First Sting (1984). |
| 83  | Fly People Fly                                          | Michael Schenker                                                                 | Klaus Meine                                                                      | | Fly to the Rainbow                                                               | 1974 | |
| 84  | Fly to the Rainbow                                      | Michael Schenker                                                                 | Uli Jon Roth                                                                     | | Fly to the Rainbow                                                               | 1974 | |
| 85  | Follow Your Heart                                       | Rudolf Schenker                                                                  | Klaus Meine                                                                      | - Unplugged-Version, Live (2013) - Version 2017 (2017) | MTV Unplugged - in Athens                                                        | 2013 | |
| 86  | Freshly Squeezed                                        | Rudolf Schenker, Peter Wolf                                                      | Klaus Meine                                                                      | | Eye II Eye                                                                       | 1999 | |
| 87  | Fuchs geh' voran                                        | Brian Connolly, Steve Priest, Andy Scott, Mick Tucker                            | Carl Ulrich Blecher                                                              | | Fuchs geh' voran (Single)                                                        | 1975 | Deutschsprachiges Cover von The Sweet (1975), ursprünglicher Titel Fox on the Run. Wurde unter dem Pseudonym „The Hunters“ veröffentlicht. |
| 88  | Gas in the Tank                                         | Rudolf Schenker                                                                  | Klaus Meine                                                                      | | Rock Believer                                                                    | 2022 | |
| 89  | Going Out with a Bang                                   | Mikael Nord Anderson, Martin Hansen                                              | Klaus Meine, Martin Hansen                                                       | | Return to Forever                                                                | 2015 | |
| 90  | Gypsy Life                                              | Rudolf Schenker                                                                  | Klaus Meine                                                                      | | Return to Forever                                                                | 2015 | |
| 91  | Hammersmith                                             | Rudolf Schenker, Mikkey Dee                                                      | Klaus Meine                                                                      | | Rock Believer                                                                    | 2022 | Nur als Bonustrack der englischen Edition des Albums erhältlich. |
| 92  | Hard Rockin’ the Place                                  | Rudolf Schenker                                                                  | Klaus Meine                                                                      | | Return to Forever                                                                | 2015 | |
| 93  | Hate to Be Nice                                         | Rudolf Schenker                                                                  | Klaus Meine                                                                      | | Face the Heat                                                                    | 1993 | |
| 94  | Hell Cat                                                | Uli Jon Roth                                                                     | Uli Jon Roth                                                                     | | Virgin Killer                                                                    | 1976 | |
| 95  | Here in My Heart                                        | Diane Warren                                                                     | Diane Warren                                                                     | | Moment of Glory                                                                  | 2000 | In Zusammenarbeit mit den Berliner Philharmonikern und Lyn Liechty, Cover von Tiffany (1990). |
| 96  | Heroes Don't Cry                                        | Rudolf Schenker                                                                  | Klaus Meine                                                                      | - Album-Version (1995) - Demo-Version Get Your Love (2015) | Live Bites                                                                       | 1995 | Das Lied geht auf die Entstehung des Albums Animal Magnetism (1980) zurück, wurde aber erst Mitte der 90er-Jahre fertiggestellt. |
| 97  | He's a Woman - She's a Man                              | Rudolf Schenker                                                                  | Klaus Meine, Herman Rarebell                                                     | | Taken by Force                                                                   | 1977 | |
| 98  | Hey You                                                 | Rudolf Schenker                                                                  | Klaus Meine                                                                      | - Single-Version (1980) - Remix (1989) 2 | Hey You (Single)                                                                 | 1980 | Eine der wenigen Scorpions-Songs, bei dem Gitarrist Rudolf Schenker als Sänger zu hören ist. Das Lied wurde zur Überbrückung zwischen den beiden Alben Animal Magnetism (1980) und Blackout (1982) veröffentlicht, da Sänger Meine aufgrund einer Stimmbändererkrankung in dieser Zeit den Gesang für das neue Album zunächst nicht fertigstellen konnte. Seit 2001 findet sich ein Remix des Songs als Bonustrack auf dem Album Animal Magnetism.                                                           |
| 99  | Hit Between the Eyes                                    | Rudolf Schenker                                                                  | Herman Rarebell, Klaus Meine, Jim Vallance                                       | - Album-Version (1990) - Unplugged-Version, Live (2013) | Crazy World                                                                      | 1990 | |
| 100 | Hold Me Tight                                           | Rudolf Schenker                                                                  | Klaus Meine, Herman Rarebell                                                     | | Animal Magnetism                                                                 | 1980 | |
| 101 | Holiday                                                 | Rudolf Schenker                                                                  | Klaus Meine                                                                      | - Album-Version (1979) - Remix (1989) - Remix (1992) 1 - Acoustic-Version, Live (2001) | Lovedrive                                                                        | 1979 | |
| 102 | Hot and Cold                                            | Matthias Jabs                                                                    | Klaus Meine                                                                      | | Rock Believer                                                                    | 2022 | |
| 103 | Hound Dog                                               | Jerry Leiber, Mike Stoller                                                       | Jerry Leiber, Mike Stoller                                                       | | Tokyo Tapes                                                                      | 1978 | Nur als Live-Aufnahme veröffentlicht, Cover von Big Mama Thornton (1953) bzw. in der Version von Elvis Presley (1956). |
| 104 | Hour 1                                                  | Rudolf Schenker, James Michael, Desmond Child, John 5                            | Rudolf Schenker, James Michael, Desmond Child, John 5                            | | Humanity – Hour I                                                                | 2007 | Mit John 5 als Gastgitarrist. |
| 105 | House of Cards                                          | Rudolf Schenker                                                                  | Klaus Meine                                                                      | | Return to Forever                                                                | 2015 | |
| 106 | Humanity                                                | Klaus Meine, Desmond Child, Eric Bazilian, Marti Frederiksen                     | Klaus Meine, Desmond Child, Eric Bazilian, Marti Frederiksen                     | - Album-Version (2007) - Radio-Edit - Incl. Orchestra (2007) - Radio-Edit - Excl. Orchestra (2007) | Humanity – Hour I                                                                | 2007 | |
| 107 | I Can't Explain                                         | Pete Townshend                                                                   | Pete Townshend                                                                   | | Best of Rockers 'n' Ballads                                                      | 1989 | Cover von The Who (1964). |
| 108 | I Wanted to Cry (But the Tears Wouldn't Come)           | Rudolf Schenker                                                                  | Klaus Meine                                                                      | | Acoustica                                                                        | 2001 | Nur als Live-Aufnahme in der Akustikversion veröffentlicht. |
| 109 | I'm Going Mad                                           | Klaus Meine, Michael Schenker, Rudolf Schenker, Lothar Heimberg, Wolfgang Dziony | Klaus Meine, Michael Schenker, Rudolf Schenker, Lothar Heimberg, Wolfgang Dziony | - Album-Version (1972) - Unreleased-Single-Version - Instrumental (2015) | Lonesome Crow                                                                    | 1972 | Das ist der erste Track auf dem ersten Scorpions-Album und deshalb der erste Song, den die Band je veröffentlicht hat. Es erschien auch als eigenständige Single. |
| 110 | I'm Leaving You                                         | Rudolf Schenker                                                                  | Klaus Meine                                                                      | | Love at First Sting                                                              | 1984 | |
| 111 | In Search of the Peace of Mind                          | Klaus Meine, Michael Schenker, Rudolf Schenker, Lothar Heimberg, Wolfgang Dziony | Klaus Meine, Michael Schenker, Rudolf Schenker, Lothar Heimberg, Wolfgang Dziony | | Lonesome Crow                                                                    | 1972 | |
| 112 | In the Line of Fire                                     | Matthias Jabs                                                                    | –                                                                                | | Return to Forever (Tour Edition) (DVD)                                           | 2016 | Nur als Live-Aufnahme auf DVD, wird nur als Gitarrensolo auf Konzerten gespielt. |
| 113 | In Trance                                               | Rudolf Schenker                                                                  | Klaus Meine                                                                      | - Album-Version (1975) - Unplugged-Version, Live feat. Cäthe (2013) - Unplugged-Version, Studio-Edit feat. Cäthe (2014) - Unplugged-Version, Studio-Edit (2014) | In Trance                                                                        | 1975 | |
| 114 | In Your Park                                            | Rudolf Schenker                                                                  | Klaus Meine                                                                      | | Virgin Killer                                                                    | 1976 | |
| 115 | Inheritance                                             | Klaus Meine, Michael Schenker, Rudolf Schenker, Lothar Heimberg, Wolfgang Dziony | Klaus Meine, Michael Schenker, Rudolf Schenker, Lothar Heimberg, Wolfgang Dziony | | Lonesome Crow                                                                    | 1972 | |
| 116 | Is There Anybody There?                                 | Rudolf Schenker                                                                  | Klaus Meine, Herman Rarebell                                                     | - Album-Version (1979) - Long-Version (1989) - Remix (1992) 1 - Acoustic-Version, Live (2001) | Lovedrive                                                                        | 1979 | |
| 117 | It All Depends                                          | Klaus Meine, Michael Schenker, Rudolf Schenker, Lothar Heimberg, Wolfgang Dziony | Klaus Meine, Michael Schenker, Rudolf Schenker, Lothar Heimberg, Wolfgang Dziony | | Lonesome Crow                                                                    | 1972 | |
| 118 | I've Got to Be Free                                     | Uli Jon Roth                                                                     | Uli Jon Roth                                                                     | | Taken by Force                                                                   | 1977 | Mit diesem Lied nahm Gitarrist Uli Jon Roth seinen Ausstieg aus der Band vorweg. Er selbst betrachtet den Song heute als nicht mehr allzu ernst zu nehmen, da er ihn in jungen Jahren in seiner Unzufriedenheit geschrieben hat. |
| 119 | Kami O Shin Jiru                                        | Rudolf Schenker                                                                  | Klaus Meine                                                                      | | Face the Heat                                                                    | 1993 | Nur als Bonustrack der japanischen Version des Albums erhältlich. Die internationale Veröffentlichung des Liedes erfolgte 1994 auf der Single White Dove. Das Lied ist eine japanische Adaption von Destin. Der Titel bedeutet übersetzt „Glaube an Gott“. |
| 120 | Kicks After Six                                         | Francis Buchholz, Jim Vallance                                                   | Herman Rarebell, Klaus Meine, Jim Vallance                                       | | Crazy World                                                                      | 1990 | Hier bekam Francis Buchholz zum ersten (und auch letzten) Mal ein Credit als Komponist eines Scorpions-Songs. Zuvor hatte er sich nicht am Songwriting der Band beteiligt. |
| 121 | Kimi Ga Yo                                              | Scorpions                                                                        | Yoshiisa Oku, Akimori Hayashi, Franz Eckert                                      | | Tokyo Tapes (50th Anniversary Deluxe Edition)                                    | 2015 | Nur als Live-Aufnahme veröffentlicht, japanische Nationalhymne. |
| 122 | Kiss of Borrowed Time                                   | Klaus Meine                                                                      | Klaus Meine                                                                      | | When You Came Into My Life (Single)                                              | 1996 | |
| 123 | Knock 'em Dead                                          | Rudolf Schenker                                                                  | Klaus Meine                                                                      | | Rock Believer                                                                    | 2022 | |
| 124 | Kōjō no Tsuki                                           | Scorpions                                                                        | Rentarō Taki, Bansui Tsuchii                                                     | | Tokyo Tapes                                                                      | 1978 | Nur als Live-Aufnahme veröffentlicht. Kōjō no Tsuki (jap. 荒城の月, wörtlich: „Der Mond über der Burgruine“; poetisch auch: „Ruine im Mondlicht“) ist ein Gedicht des Lyrikers Doi Bansui. Es wurde von Rentarō Taki vertont und ist seither als Volkslied in Japan weithin bekannt. |
| 125 | Kottak Attack                                           | James Kottak                                                                     | –                                                                                | | Live at Wacken Open Air 2006: A Night to Remember – A Journey Through Time (DVD) | 2007 | Nur als Live-Aufnahme veröffentlicht, Schlagzeugsolo. Außerdem u. a. auf der CD Live 2011 - Get Your Sting & Blackout (2011) enthalten. |
| 126 | Lady Starlight                                          | Rudolf Schenker                                                                  | Klaus Meine                                                                      | - Album-Version (1980) - Remix (1992) 1 - Orchester-Version (2000) | Animal Magnetism                                                                 | 1980 | Das Lied wurde als erstes der Band mit Streichinstrumenten unterlegt. |
| 127 | Leave Me                                                | Klaus Meine, Michael Schenker, Rudolf Schenker, Lothar Heimberg, Wolfgang Dziony | Klaus Meine, Michael Schenker, Rudolf Schenker, Lothar Heimberg, Wolfgang Dziony | | Lonesome Crow                                                                    | 1972 | |
| 128 | Let's Rock!                                             | Rudolf Schenker, Klaus Meine, Eric Bazilian                                      | Klaus Meine, Eric Bazilian                                                       | | Sting in the Tail                                                                | 2010 | |
| 129 | Life Goes Around                                        | Klaus Meine                                                                      | Klaus Meine                                                                      | | Deadly Sting: The Mercury Years                                                  | 1997 | |
| 130 | Life Is Too Short                                       | Rudolf Schenker                                                                  | Klaus Meine                                                                      | | Acoustica                                                                        | 2001 | Nur als Live-Aufnahme in der Akustikversion veröffentlicht. |
| 131 | Life's Like a River                                     | Rudolf Schenker                                                                  | Uli Jon Roth, Corina Fortmann                                                    | | In Trance                                                                        | 1975 | |
| 132 | Living and Dying                                        | Rudolf Schenker                                                                  | Klaus Meine                                                                      | | In Trance                                                                        | 1975 | |
| 133 | Living at Night                                         | Rudolf Schenker                                                                  | Klaus Meine                                                                      | | Love at First Sting (50th Anniversary Deluxe Edition)                            | 2015 | Demo-Song, aus den Sessions für Love at First Sting (1984). |
| 134 | Living for Tomorrow                                     | Rudolf Schenker                                                                  | Klaus Meine                                                                      | - Live-Version (1992) - Demo-Version (2015) | Still Loving You                                                                 | 1992 | Das Lied entstand im Zuge der Produktion des Albums Savage Amusement (1988) und wurde ursprünglich nur als Live-Aufnahme veröffentlicht. |
| 135 | Lonely Nights                                           | Rudolf Schenker                                                                  | Klaus Meine                                                                      | | Face the Heat                                                                    | 1993 | |
| 136 | Lonesome Crow                                           | Klaus Meine, Michael Schenker, Rudolf Schenker, Lothar Heimberg, Wolfgang Dziony | Klaus Meine, Michael Schenker, Rudolf Schenker, Lothar Heimberg, Wolfgang Dziony | | Lonesome Crow                                                                    | 1972 | Das bis heute längste und progressivste Stück der Gruppe wurde bereits auf dem gleichnamigen Debütalbum veröffentlicht. |
| 137 | Long Tall Sally                                         | Richard Penniman, Robert Blackwell, Enotris Johnson                              | Richard Penniman, Robert Blackwell, Enotris Johnson                              | | Tokyo Tapes                                                                      | 1978 | Nur als Live-Aufnahme veröffentlicht, Cover von Little Richard (1956). |
| 138 | Longing for Fire                                        | Rudolf Schenker                                                                  | Uli Jon Roth                                                                     | | In Trance                                                                        | 1975 | |
| 139 | Lorelei                                                 | Rudolf Schenker, Fredrik Thomander, Anders Wikström                              | Klaus Meine, Eric Bazilian, Fredrik Thomander, Anders Wikström                   | | Sting in the Tail                                                                | 2010 | |
| 140 | Love ’em or Leave ’em                                   | Rudolf Schenker                                                                  | James Kottak, Klaus Meine                                                        | | Unbreakable                                                                      | 2004 | |
| 141 | Love Is Blind                                           | Herman Rarebell                                                                  | Herman Rarebell                                                                  | | Best                                                                             | 1999 | |
| 142 | Love Is the Answer                                      | Rudolf Schenker                                                                  | Rudolf Schenker                                                                  | | MTV Unplugged - in Athens                                                        | 2013 | Nur als Live-Aufnahme in der Akustikversion veröffentlicht, Solo-Beitrag von Rudolf Schenker, bei dem er statt Meine singt. |
| 143 | Love Is War                                             | Matthias Jabs, James Michael, Desmond Child, Marti Frederiksen                   | Matthias Jabs, James Michael, Desmond Child, Marti Frederiksen                   | | Humanity – Hour I                                                                | 2007 | |
| 144 | Love of My Life                                         | Freddie Mercury                                                                  | Freddie Mercury                                                                  | | Acoustica                                                                        | 2001 | Nur als Live-Aufnahme in der Akustikversion veröffentlicht, Cover von Queen (1975). |
| 145 | Love on the Run                                         | Rudolf Schenker                                                                  | Klaus Meine, Herman Rarebell                                                     | - Album-Version (1988) - Tough-and-Rough-Mix (1988) | Savage Amusement                                                                 | 1988 | |
| 146 | Love Will Keep Us Alive                                 | Klaus Meine, Desmond Child, Eric Bazilian, Marti Frederiksen                     | Klaus Meine, Desmond Child, Eric Bazilian, Marti Frederiksen                     | - Album-Version (2007) - Single-Edit (2007) | Humanity – Hour I                                                                | 2007 | Mit Eric Bazilian und Harry Sommerdahl als Gastmusiker. |
| 147 | Lovedrive                                               | Rudolf Schenker                                                                  | Klaus Meine                                                                      | | Lovedrive                                                                        | 1979 | Dieser Track ist einer von dreien, bei denen Michael Schenker auf dem Lovedrive-Album die Gitarre eingespielt hat. |
| 148 | Loving You Sunday Morning                               | Rudolf Schenker                                                                  | Klaus Meine, Herman Rarebell                                                     | - Album-Version (1979) - Acoustic-Version, Live (2001) | Lovedrive                                                                        | 1979 | |
| 149 | Lust or Love                                            | Klaus Meine                                                                      | Klaus Meine, Herman Rarebell, Jim Vallance                                       | | Crazy World                                                                      | 1990 | |
| 150 | (Marie’s the Name) His Latest Flame                     | Doc Pomus, Mort Shuman                                                           | Doc Pomus, Mort Shuman                                                           | | Face the Heat                                                                    | 1993 | Nur als Hidden Track der amerikanischen Version des Albums erhältlich, Cover von Del Shannon (1961). |
| 151 | Make It Real                                            | Rudolf Schenker                                                                  | Herman Rarebell                                                                  | | Animal Magnetism                                                                 | 1980 | |
| 152 | Maybe I Maybe You                                       | Anoushiravan Rohani                                                              | Klaus Meine                                                                      | | Unbreakable                                                                      | 2004 | |
| 153 | Media Overkill                                          | Rudolf Schenker                                                                  | Klaus Meine                                                                      | | Savage Amusement                                                                 | 1988 | |
| 154 | Melrose Avenue                                          | Matthias Jabs                                                                    | Klaus Meine, Matthias Jabs                                                       | | Born to Touch Your Feelings - Best of Rock Ballads                               | 2017 | |
| 155 | Midnight Blues Jam                                      | Rudolf Schenker                                                                  | Klaus Meine                                                                      | | Taken by Force (50th Anniversary Deluxe Edition)                                 | 2015 | Demo, aus den Sessions für Taken by Force (1977). |
| 156 | Mind Like a Tree                                        | Rudolf Schenker, Peter Wolf                                                      | Klaus Meine                                                                      | | Eye II Eye                                                                       | 1999 | Im Hintergrund ist der drei Jahre zuvor ausgestiegene Ex-Schlagzeuger Herman Rarebell als Sänger zu hören. |
| 157 | Mind Power                                              | Klaus Meine                                                                      | Klaus Meine                                                                      | | To Be No. 1 (Single)                                                             | 1999 | |
| 158 | Miracle                                                 | Matthias Jabs, Thomas Nöhre                                                      | Klaus Meine                                                                      | - Regular-Version (2004) - Radio-Edit (2004) | Miracle (Download, Single)                                                       | 2004 | Das Lied wurde nur ein einziges Mal live im Jahr 2003 in Moskau gespielt, bevor es ein Jahr später in einer Studioversion veröffentlicht wurde. |
| 159 | Moment of Glory                                         | Klaus Meine                                                                      | Klaus Meine                                                                      | - Album-Version (2000) - Radio-Edit (2000) | Moment of Glory                                                                  | 2000 | In Zusammenarbeit mit den Berliner Philharmonikern sowie den Gumpoldtskirchener Spatzen aus Wien und Vince Pirillo, Kai Petersen und Michael Perfler im Chor. |
| 160 | Money and Fame                                          | Matthias Jabs                                                                    | Matthias Jabs, Herman Rarebell                                                   | | Crazy World                                                                      | 1990 | |
| 161 | My City My Town                                         | Klaus Meine                                                                      | Klaus Meine                                                                      | | Unbreakable                                                                      | 2004 | |
| 162 | Mysterious                                              | Ralph Rieckermann, Rudolf Schenker, Matthias Jabs, Jean-Michel Byron             | Klaus Meine                                                                      | | Eye II Eye                                                                       | 1999 | |
| 163 | New Generation                                          | Rudolf Schenker                                                                  | Klaus Meine                                                                      | | Unbreakable                                                                      | 2004 | |
| 164 | Night Lights                                            | Uli Jon Roth                                                                     | –                                                                                | | In Trance                                                                        | 1975 | |
| 165 | Nightmare Avenue                                        | Matthias Jabs                                                                    | Klaus Meine, Mark Hudson                                                         | | Face the Heat                                                                    | 1993 | |
| 166 | No Limit                                                | Rudolf Schenker, Klaus Meine, Eric Bazilian                                      | Rudolf Schenker, Klaus Meine, Eric Bazilian                                      | | Sting in the Tail                                                                | 2010 | |
| 167 | No One Like You                                         | Rudolf Schenker                                                                  | Klaus Meine                                                                      | - Album-Version (1982) - Neuaufnahme (2011) - Unplugged-Version, Live (2013) | Blackout                                                                         | 1982 | Zu diesem Lied wurde 1983 auf der Gefängnisinsel Alcatraz das erste offizielle Musikvideo der Bandgeschichte gedreht. |
| 168 | No Pain No Gain                                         | Rudolf Schenker                                                                  | Klaus Meine                                                                      | - Album-Version (1993) - Single-Version feat. Die deutsche Fußballnationalmannschaft (1994) | Face the Heat                                                                    | 1993 | |
| 169 | Now!                                                    | Rudolf Schenker                                                                  | Klaus Meine, Herman Rarebell                                                     | | Blackout                                                                         | 1982 | Das Lied wurde als Letztes für das Blackout-Album komponiert und ist eines der kürzesten Musikstücke der Band. |
| 170 | Obsession                                               | Klaus Meine, Peter Wolf                                                          | Klaus Meine                                                                      | | Eye II Eye                                                                       | 1999 | |
| 171 | Oh Girl (I Wanna Be With You)                           | Rudolf Schenker                                                                  | Klaus Meine                                                                      | | Pure Instinct                                                                    | 1996 | |
| 172 | One and One Is Three                                    | Rudolf Schenker, Mikael Nord Anderson, Gauntlett, Martin Hansen                  | Rudolf Schenker, Mikael Nord Anderson, Gauntlett, Martin Hansen                  | | Return to Forever                                                                | 2015 | Nur als Bonustrack der Media Markt/Saturn Edition (2015) und der Tour Edition (2016) des Albums erhältlich. |
| 173 | Only a Man                                              | Rudolf Schenker                                                                  | Klaus Meine, Herman Rarebell                                                     | | Animal Magnetism                                                                 | 1980 | |
| 174 | Out Go the Lights                                       | Rudolf Schenker                                                                  | Klaus Meine                                                                      | | Rock Believer                                                                    | 2022 | Nur als Bonustrack der japanischen Edition des Albums erhältlich. |
| 175 | Over the Top                                            | Matthias Jabs                                                                    | Matthias Jabs                                                                    | | Deadly Sting: The Mercury Years                                                  | 1997 | |
| 176 | Partners in Crime                                       | Rudolf Schenker                                                                  | Klaus Meine                                                                      | | Under the Same Sun (Single)                                                      | 1993 | |
| 177 | Passion Rules the Game                                  | Herman Rarebell                                                                  | Klaus Meine                                                                      | - Album-Version (1988) - Long-Version (1988) - Unplugged-Version, Live (2013) - Unplugged-Version, Studio Edit (2014) | Savage Amusement                                                                 | 1988 | |
| 178 | Peacemaker                                              | Rudolf Schenker, Paweł Mąciwoda                                                  | Klaus Meine                                                                      | | Rock Believer                                                                    | 2021 | |
| 179 | Pictured Life                                           | Rudolf Schenker                                                                  | Klaus Meine, Uli Jon Roth                                                        | - Album-Version (1976) - Unplugged-Version, Live (2013) | Virgin Killer                                                                    | 1976 | |
| 180 | Polar Nights                                            | Uli Jon Roth                                                                     | Uli Jon Roth                                                                     | | Virgin Killer                                                                    | 1976 | |
| 181 | Priscilla                                               | Rudolf Schenker                                                                  | Klaus Meine                                                                      | | Eye II Eye                                                                       | 1999 | |
| 182 | Raised on Rock                                          | Mikael Nord Andersson, Martin Hansen                                             | Martin Hansen, Klaus Meine                                                       | | Sting in the Tail                                                                | 2010 | |
| 183 | Remember the Good Times                                 | Rudolf Schenker, Eric Bazilian                                                   | Klaus Meine, Eric Bazilian                                                       | Retro Garage Mix | Unbreakable                                                                      | 2004 | Das Lied enthält Elemente der 1929 entstandenen Komposition Happy Days Are Here Again von Milton Ager und Jack Yellen. |
| 184 | Restless Nights                                         | Rudolf Schenker                                                                  | Klaus Meine, Herman Rarebell, Jim Vallance                                       | | Crazy World                                                                      | 1990 | |
| 185 | Rhythm of Love                                          | Rudolf Schenker                                                                  | Klaus Meine                                                                      | - Album-Version (1988) - Single-Version (1988) - Acoustic-Version, Live (2001) - Neuaufnahme (2011) | Savage Amusement                                                                 | 1988 | |
| 186 | Robot Man                                               | Rudolf Schenker                                                                  | Klaus Meine                                                                      | | In Trance                                                                        | 1975 | |
| 187 | Rock Believer                                           | Klaus Meine, Rudolf Schenker                                                     | Klaus Meine                                                                      | | Rock Believer                                                                    | 2022 | |
| 188 | Rock My Car                                             | Rudolf Schenker                                                                  | Klaus Meine                                                                      | | Return to Forever                                                                | 2015 | Dieses Lied wurde, in einer etwas schnelleren Version mit etwas anderem Text, bereits 1986, z. Bsp. beim Monsters of Rock, live vorgestellt. Doch erst 2015 wurde das Lied in einer überarbeiteten Fassung auf einem Tonträger der Band als Studioversion zugänglich gemacht. |
| 189 | Rock ’n’ Roll Band                                      | Klaus Meine                                                                      | Klaus Meine                                                                      | - Unplugged-Version, Live (2013) - Album-Version (2015) | MTV Unplugged - in Athens                                                        | 2013 | Das Lied feierte seine Premiere im Rahmen der MTV-Unplugged-Konzerte im Jahr 2013, bevor es 2015 noch einmal mit elektrischer Gitarre eingespielt als Studioversion (häufige Bezeichnung: Electric Version) veröffentlicht wurde. |
| 190 | Rock You Like a Hurricane                               | Rudolf Schenker                                                                  | Klaus Meine, Herman Rarebell                                                     | - Album-Version (1984) - Orchester-Version Hurricane 2000, Album-Version (2000) - Orchester-Version Hurricane 2000, Radio-Edit (2000) - Acoustic-Version, Live Hurricane 2001 (2001) - Neuaufnahme (2011) - Unplugged-Version, Live feat. Johannes Strate (2013) - Unplugged-Version, Studio-Edit feat. Johannes Strate (2014) - Unplugged-Version, Studio-Edit (2014) | Love at First Sting                                                              | 1984 | Dieser Song gehört zu den weltweit bekanntesten der Band. Es bildet zumeist den Abschluss eines Scorpions-Konzertes, seit dem Jahr 2000 zuweilen auch um eine Orchesterpassage erweitert. Das Musikvideo wurde unter der Regie von David Mallet in London gedreht. Es erschien in zwei Versionen. |
| 191 | Rock Zone                                               | Klaus Meine, Mikael Nord Andersson, Martin Hansen                                | Klaus Meine                                                                      | | Sting in the Tail                                                                | 2010 | |
| 192 | Rollin’ Home                                            | Mikael Nord Anderson, Martin Hansen                                              | Klaus Meine, Martin Hansen                                                       | | Return to Forever                                                                | 2015 | |
| 193 | Roots in My Boots                                       | Rudolf Schenker                                                                  | Klaus Meine                                                                      | | Rock Believer                                                                    | 2022 | |
| 194 | Rubber Fucker                                           | Herman Rarebell                                                                  | Herman Rarebell                                                                  | | Alien Nation (Single)                                                            | 1993 | |
| 195 | Ruby Tuesday                                            | Mick Jagger, Keith Richards                                                      | Mick Jagger, Keith Richards                                                      | | Comeblack                                                                        | 2011 | Cover von The Rolling Stones (1967). |
| 196 | Running for the Plane                                   | Rudolf Schenker                                                                  | Klaus Meine                                                                      | | Blackout (50th Anniversary Deluxe Edition)                                       | 2015 | Demo-Song, aus den Sessions für Blackout (1982). |
| 197 | Searching for the Rainbow                               | Rudolf Schenker                                                                  | Klaus Meine                                                                      | | Blackout (50th Anniversary Deluxe Edition)                                       | 2015 | Demo-Song, aus den Sessions für Blackout (1982). |
| 198 | Send Me an Angel                                        | Rudolf Schenker                                                                  | Klaus Meine                                                                      | - Album-Version (1990) - Orchester-Version feat. Zucchero (2000) - Acoustic-Version, Live (2001) - Unplugged-Version, Live (2013) - Neuaufnahme (2017) | Crazy World                                                                      | 1990 | |
| 199 | Seventh Sun                                             | Rudolf Schenker, Hans-Martin Buff, Ingo Powitzer, Greg Fidelman                  | Klaus Meine                                                                      | | Rock Believer                                                                    | 2022 | |
| 200 | Shapes of Things                                        | Paul Samwell-Smith, Keith Relf, Jim McCarty                                      | Paul Samwell-Smith, Keith Relf, Jim McCarty                                      | | Comeblack                                                                        | 2011 | Cover von The Yardbirds (1966). Nur als Bonustrack der iTunes-Edition des Albums verfügbar. |
| 201 | She Said                                                | Klaus Meine, Christian Kolonovits                                                | Klaus Meine                                                                      | | Unbreakable                                                                      | 2004 | |
| 202 | She's Knocking at My Door                               | Rudolf Schenker                                                                  | Klaus Meine                                                                      | | Pure Instinct                                                                    | 1996 | Nur als Bonustrack der japanischen Albumversion und als B-Seite der Single You and I erhältlich. |
| 203 | Shining of Your Soul                                    | Rudolf Schenker, Greg Fidelmann                                                  | Klaus Meine                                                                      | | Rock Believer                                                                    | 2022 | |
| 204 | Ship of Fools                                           | Rudolf Schenker                                                                  | Klaus Meine                                                                      | | Face the Heat                                                                    | 1993 | |
| 205 | Shoot for Your Heart                                    | Klaus Meine                                                                      | Klaus Meine                                                                      | | Rock Believer                                                                    | 2022 | Nur als Bonustrack der Deluxe Edition des Albums erhältlich. |
| 206 | Sign of Hope                                            | Klaus Meine                                                                      | Klaus Meine                                                                      | | Sign of Hope (Download, Single)                                                  | 2020 | Der Titel wurde als Reaktion auf die COVID-19-Pandemie komponiert und veröffentlicht. Seit dem 14. Mai 2020 ausschließlich als Download erhältlich. |
| 207 | Six String Sting                                        | Matthias Jabs                                                                    | –                                                                                | | World Wide Live                                                                  | 1985 | Gitarrensolo, nur als Live-Aufnahme veröffentlicht. |
| 208 | Skywriter                                               | Rudolf Schenker                                                                  | Klaus Meine                                                                      | | Eye II Eye                                                                       | 1999 | Michelle Wolf ist hier im Hintergrundgesang zu hören. |
| 209 | Slave Me                                                | Rudolf Schenker                                                                  | Klaus Meine, Matthias Jabs, Eric Bazilian                                        | | Sting in the Tail                                                                | 2010 | |
| 210 | SLY                                                     | Rudolf Schenker                                                                  | Klaus Meine                                                                      | | Sting in the Tail                                                                | 2010 | Das Lied bezieht sich auf den vom Lied Still Loving You ausgelösten Babyboom in Frankreich. |
| 211 | Someday Is Now                                          | Rudolf Schenker                                                                  | James Kottak                                                                     | | Unbreakable                                                                      | 2004 | |
| 212 | Someone to Touch                                        | Rudolf Schenker                                                                  | Klaus Meine                                                                      | | Face the Heat                                                                    | 1993 | |
| 213 | Soul Behind the Face                                    | Rudolf Schenker                                                                  | Klaus Meine                                                                      | | Pure Instinct                                                                    | 1996 | |
| 214 | Speedy's Coming                                         | Rudolf Schenker                                                                  | Klaus Meine                                                                      | - Album-Version (1974) - Single-Version (1976) - Unplugged-Version, Live (2013) | Fly to the Rainbow                                                               | 1974 | |
| 215 | Spirit of Rock                                          | Rudolf Schenker, Eric Bazilian                                                   | Klaus Meine, Rudolf Schenker, Eric Bazilian                                      | | Sting in the Tail                                                                | 2010 | |
| 216 | Start Me Up                                             | Matthias Jabs, Rudolf Schenker                                                   | Klaus Meine, Matthias Jabs, James Kottak                                         | | 10 Light Years Away (Single)                                                     | 1999 | Komplett-englischsprachige Adaption des Songs Du bist so schmutzig (und doch so schön). |
| 217 | Steamrock Fever                                         | Rudolf Schenker                                                                  | Klaus Meine                                                                      | | Taken by Force                                                                   | 1977 | |
| 218 | Still Loving You                                        | Rudolf Schenker                                                                  | Klaus Meine                                                                      | - Album-Version (1984) - Single-Version (1984) - Remix (1992) 1 - Remix, Radio-Edit (1992) - Orchester-Version (2000) - Acoustic-Version, Live (2001) - Französische Version Je t'aime encore feat. Amandine Bourgeois (2011) - Neuaufnahme (2011) - Unplugged-Version, Live (2013) - Demo-Version (2015)                                                              | Love at First Sting                                                              | 1984 | Autor der französischen Lyrics: Yann Walcker. |
| 219 | Sting in the Tail                                       | Rudolf Schenker                                                                  | Klaus Meine                                                                      | - Album-Version (2010) - Unplugged-Version, Live (2013) | Sting in the Tail                                                                | 2010 | |
| 220 | Stone in My Shoe                                        | Rudolf Schenker                                                                  | Klaus Meine                                                                      | | Pure Instinct                                                                    | 1996 | |
| 221 | Sugar Man                                               | Rudolf Schenker, Matthias Jabs                                                   | Klaus Meine                                                                      | | Blackout (50th Anniversary Deluxe Edition)                                       | 2015 | Demo-Song, aus den Sessions für Blackout (1982). |
| 222 | Sun in My Hand                                          | Uli Jon Roth                                                                     | Uli Jon Roth                                                                     | | In Trance                                                                        | 1975 | |
| 223 | Suspender Love                                          | Rudolf Schenker                                                                  | Klaus Meine                                                                      | - Original-Single-Mix (1977) - Remix (2001) | He's a Woman - She's a Man (Single)                                              | 1977 | Seit 2001 findet sich ein Remix des Songs als Bonustrack auf dem Album Taken By Force (1977). |
| 224 | Tainted Love                                            | Ed Cobb                                                                          | Ed Cobb                                                                          | | Comeblack                                                                        | 2011 | Cover von Gloria Jones (1965). |
| 225 | Taste of Love                                           | Rudolf Schenker                                                                  | Herman Rarebell                                                                  | | Savage Amusement (50th Anniversary Deluxe Edition)                               | 2015 | Demo-Song, aus den Sessions für Savage Amusement (1988). |
| 226 | Taxman Woman                                            | Rudolf Schenker                                                                  | Klaus Meine                                                                      | | Face the Heat                                                                    | 1993 | Das Lied bezieht sich auf die Anfang der 90er-Jahre entstandene Steueraffäre um die Band, welche zum Ausstieg von Bassist Francis Buchholz geführt hat. |
| 227 | Tease Me, Please Me                                     | Matthias Jabs, Jim Vallance                                                      | Klaus Meine, Herman Rarebell, Jim Vallance                                       | - Album-Version (1990) - Acoustic-Version, Live (2001) | Crazy World                                                                      | 1990 | |
| 228 | The Best Is Yet to Come                                 | Eric Bazilian, Fredrik Thomander, Anders Wikström                                | Rudolf Schenker, Eric Bazilian, Fredrik Thomander, Anders Wikström               | - Album-Version (2010) - Unplugged-Version, Live (2013) | Sting in the Tail                                                                | 2010 | |
| 229 | The Cross                                               | Matthias Jabs, James Michael, Marti Frederiksen, Desmond Child                   | Matthias Jabs, James Michael, Marti Frederiksen, Desmond Child                   | | Humanity – Hour I                                                                | 2007 | Aufgenommen mit Billy Corgan als Gastsänger. Laut Matthias Jabs geht es in dem Song um Kindesmissbrauch innerhalb der Kirche. Der missbrauchte Junge steht eines Tages erneut vor dem Priester und kündigt an, ihn ans Kreuz zu nageln. |
| 230 | The Future Never Dies                                   | Klaus Meine, Desmond Child, Eric Bazilian, Russ Irwin, Jason Paige               | Klaus Meine, Desmond Child, Eric Bazilian, Russ Irwin, Jason Paige               | | Humanity – Hour I                                                                | 2007 | |
| 231 | The Game of Life                                        | Klaus Meine, Desmond Child, Mikael Nord Andersson, Martin Hansen                 | Klaus Meine, Desmond Child, Mikael Nord Andersson, Martin Hansen                 | | Humanity – Hour I                                                                | 2007 | |
| 232 | The Good Die Young                                      | Rudolf Schenker, Christian Kolonovits                                            | Klaus Meine                                                                      | - Album-Version (2010) - Radio-Edit (2010) - New-Version (2010) | Sting in the Tail                                                                | 2010 | Aufgenommen mit Tarja Turunen als Gastsängerin. |
| 233 | The Language of My Heart                                | Klaus Meine                                                                      | Klaus Meine                                                                      | | Rock Believer                                                                    | 2022 | Nur als Bonustrack der französischen Edition des Albums erhältlich. |
| 234 | The Riot of Your Time                                   | Rudolf Schenker                                                                  | Klaus Meine                                                                      | | Taken by Force                                                                   | 1977 | Komponist Rudolf Schenker wurde bei diesem Lied von Led-Zeppelin-Gitarrist Jimmy Page beeinflusst, der einen Weg fand, dass auch Akustikgitarren rockig klangen. Das versuchte Schenker auch bei diesem Titel zu erreichen. |
| 235 | The Sails of Charon                                     | Uli Jon Roth                                                                     | Uli Jon Roth                                                                     | - Album-Version (1977) - Edited-Version (1977) | Taken by Force                                                                   | 1977 | Der etwas Flamenco-ähnliche Song wurde von einem Michelangelo-Gemälde inspiriert. Es geht um Charon, eine Gestalt aus der griechischen Mythologie, welche die Toten über den Fluss Acheron zum Eingang des Hades, dem Totengott und Herrscher der Unterwelt, gebracht haben soll. |
| 236 | The Same Thrill                                         | Rudolf Schenker                                                                  | Klaus Meine                                                                      | | Love at First Sting                                                              | 1984 | |
| 237 | The Scratch                                             | Mikael Nord Anderson, Martin Hansen                                              | Mikael Nord Anderson                                                             | | Return to Forever                                                                | 2015 | |
| 238 | The Temple of the King                                  | Ritchie Blackmore, Ronnie James Dio                                              | Ritchie Blackmore, Ronnie James Dio                                              | | Ronnie James Dio – This Is Your Life (Tributealbum)                              | 2014 | Cover von Rainbow (1975). |
| 239 | The World We Used to Know                               | Klaus Meine                                                                      | Klaus Meine                                                                      | | Return to Forever                                                                | 2015 | Nur als Bonustrack der Limited Deluxe Edition (2015) und der Tour Edition (2016) des Albums erhältlich. |
| 240 | The Zoo                                                 | Rudolf Schenker                                                                  | Klaus Meine                                                                      | - Album-Version (1980) - Acoustic-Version, Live (2001) - Neuaufnahme (2011) | Animal Magnetism                                                                 | 1980 | Der Song handelt von der 42. Straße in New York City (42nd Street) und ist durch die vorherige Tournee der Band in den USA inspiriert. Diese Straße wird hier als ein Zoo bezeichnet. |
| 241 | They Need a Million                                     | Rudolf Schenker                                                                  | Klaus Meine                                                                      | | Fly to the Rainbow                                                               | 1974 | |
| 242 | This Is My Song                                         | Rudolf Schenker                                                                  | Klaus Meine                                                                      | | Fly to the Rainbow                                                               | 1974 | |
| 243 | This Time                                               | Matthias Jabs                                                                    | Matthias Jabs                                                                    | | Unbreakable                                                                      | 2004 | |
| 244 | Through My Eyes                                         | Rudolf Schenker                                                                  | Klaus Meine                                                                      | | Unbreakable                                                                      | 2004 | |
| 245 | Thunder and Lightning                                   | Rudolf Schenker, Klaus Meine, Christian Kolonovits                               | Klaus Meine                                                                      | | Sting in the Tail                                                                | 2010 | Das Lied ist nur als Bonustrack der japanischen Albumversion sowie auf der Premium Edition weltweit enthalten. |
| 246 | Time Will Call Your Name                                | Rudolf Schenker                                                                  | Klaus Meine                                                                      | | Pure Instinct                                                                    | 1996 | |
| 247 | Tin Soldier                                             | Steve Marriott, Ronnie Lane                                                      | Steve Marriott, Ronnie Lane                                                      | | Comeblack                                                                        | 2011 | Cover von The Small Faces (1967). |
| 248 | To Be No.1                                              | Peter Wolf, Matthias Jabs                                                        | Klaus Meine                                                                      | - Album-Version (1999) - Radio-Edit (1999) | Eye II Eye                                                                       | 1999 | |
| 249 | To Be With You in Heaven                                | Rudolf Schenker                                                                  | Klaus Meine                                                                      | | Crazy World                                                                      | 1990 | |
| 250 | Too Far                                                 | Matthias Jabs                                                                    | Klaus Meine, Matthias Jabs                                                       | | Unbreakable                                                                      | 2004 | Nur als Bonustrack der japanischen Version des Albums sowie auf Sting in the Tail - Premium Edition (2010) als Bonustrack erhältlich. |
| 251 | Top of the Bill                                         | Rudolf Schenker                                                                  | Klaus Meine                                                                      | | In Trance                                                                        | 1975 | |
| 252 | Turn You On                                             | Rudolf Schenker, Mikael Nord Andersson, Martin Hansen                            | Klaus Meine                                                                      | | Sting in the Tail                                                                | 2010 | |
| 253 | Twentieth Century Man                                   | Rudolf Schenker                                                                  | Klaus Meine                                                                      | - Album-Version (1980) - Demo-Version Restless Man (2015) | Animal Magnetism                                                                 | 1980 | |
| 254 | Under the Same Sun                                      | Mark Hudson                                                                      | Klaus Meine, Bruce Fairbairn                                                     | - Album-Version (1993) - Edit (1993) - Acoustic-Version, Live (2001) | Face the Heat                                                                    | 1993 | |
| 255 | Unholy Alliance                                         | Rudolf Schenker                                                                  | Klaus Meine                                                                      | | Face the Heat                                                                    | 1993 | |
| 256 | Unleash the Beast                                       | Rudolf Schenker                                                                  | Klaus Meine                                                                      | | Rock Believer                                                                    | 2022 | Nur als Bonustrack der Deluxe Edition des Albums erhältlich. |
| 257 | Virgin Killer                                           | Uli Jon Roth                                                                     | Uli Jon Roth                                                                     | | Virgin Killer                                                                    | 1976 | |
| 258 | Walking on the Edge                                     | Rudolf Schenker                                                                  | Klaus Meine                                                                      | - Album-Version (1988) - Remix (1992) 1 | Savage Amusement                                                                 | 1988 | |
| 259 | We Built This House                                     | Mikael Nord Anderson, Martin Hansen                                              | Klaus Meine, Martin Hansen                                                       | | Return to Forever                                                                | 2014 | |
| 260 | We Don't Own the World                                  | Rudolf Schenker                                                                  | Klaus Meine                                                                      | | Moment of Glory (DVD)                                                            | 2000 | Das Lied erschien nur auf der Live-DVD Moment of Glory, eine Audio-Aufnahme dieser Version wurde erst 2009 auf Taken B-Side veröffentlicht. |
| 261 | We Let It Rock... You Let It Roll                       | Rudolf Schenker                                                                  | Klaus Meine                                                                      | | Savage Amusement                                                                 | 1988 | |
| 262 | We Were Born to Fly                                     | Matthias Jabs, Eric Bazilian, Marti Frederiksen                                  | Matthias Jabs, Eric Bazilian, Marti Frederiksen                                  | | Humanity – Hour I                                                                | 2007 | |
| 263 | We Will Rise Again                                      | Matthias Jabs, James Michael, Jason Paige, Desmond Child                         | Matthias Jabs, James Michael, Jason Paige, Desmond Child                         | | Humanity – Hour I                                                                | 2007 | |
| 264 | We'll Burn the Sky                                      | Rudolf Schenker                                                                  | Monika Dannemann                                                                 | - Album-Version (1977) - Orchester-Version, Live (2000) | Taken by Force                                                                   | 1977 | Das von Monika Dannemann, der letzten Lebensgefährtin von Jimi Hendrix, in dessen Andenken geschriebene Lied zeichnet sich durch eine besondere Dynamik zwischen Ballade und Rocksong im stetigen Wechsel aus. |
| 265 | Wenn es richtig losgeht                                 | Brian Connolly, Steve Priest, Andy Scott, Mick Tucker                            | Dieter Flimm                                                                     | | Fuchs geh' voran (Single)                                                        | 1975 | Deutschsprachiges Cover von The Sweet (1975), ursprünglicher Titel Action. Wurde unter dem Pseudonym „The Hunters“ veröffentlicht. |
| 266 | What U Give U Get Back                                  | Rudolf Schenker, Peter Wolf                                                      | Klaus Meine, Rudolf Schenker                                                     | | Eye II Eye                                                                       | 1999 | Im Hintergrund ist der Gesang der sogenannten Airway Allstars zu hören. Diese bestehen aus Siedah Garrett, Michelle Wolf, Lynn Davis, James Ingram, Phil Perry und Kevin Dorse. |
| 267 | When I Lay My Bones to Rest                             | Rudolf Schenker                                                                  | Klaus Meine                                                                      | | Rock Believer                                                                    | 2022 | |
| 268 | When Love Kills Love                                    | Rudolf Schenker                                                                  | Klaus Meine                                                                      | - Acoustic-Version, Live (2001) - Studio-Version (2001) | When Love Kills Love (Single)                                                    | 2001 | Für das Projekt Acoustica entstanden und sowohl in der Studioversion auf der Single als auch auf dem gleichnamigen Live-Album enthalten. |
| 269 | When the Smoke Is Going Down                            | Rudolf Schenker                                                                  | Klaus Meine                                                                      | - Album-Version (1982) - Remix (1992) 1 - Unplugged-Version, Live (2013) | Blackout                                                                         | 1982 | |
| 270 | When the Truth Is a Lie                                 | Matthias Jabs, Mikael Nord Anderson, Martin Hansen                               | Matthias Jabs                                                                    | | Return to Forever                                                                | 2015 | Nur als Bonustrack der Limited Deluxe Edition (2015) und der Tour Edition (2016) des Albums erhältlich. |
| 271 | When Tomorrow Comes                                     | Rudolf Schenker                                                                  | Klaus Meine                                                                      | | Rock Believer                                                                    | 2022 | Das Gitarrensolo wurde von Ingo Powitzer gespielt. Nur als Bonustrack der Deluxe Edition des Albums erhältlich. |
| 272 | When You Came Into My Life                              | Rudolf Schenker, Klaus Meine, Titiek Puspa, James F. Sundah                      | Rudolf Schenker, Klaus Meine, Titiek Puspa, James F. Sundah                      | - Album-Version (1996) - New-Version (1996) - Unplugged-Version, Live (2013) - Unplugged-Version, Studio Edit (2014) | Pure Instinct                                                                    | 1996 | |
| 273 | When You Know (Where You Come From)                     | Rudolf Schenker                                                                  | Klaus Meine                                                                      | - Album-Version (2022) - Acoustic-Version (2022) | Rock Believer                                                                    | 2022 | |
| 274 | Where the River Flows                                   | Rudolf Schenker                                                                  | Klaus Meine                                                                      | - Album-Version (1996) - Unplugged-Version, Live (2013) - Unplugged-Version, Studio-Edit feat. Ina Müller (2013) - Unplugged-Version, Studio-Edit (2014) | Pure Instinct                                                                    | 1996 | |
| 275 | White Dove                                              | Rudolf Schenker                                                                  | Klaus Meine, Gábor Presser                                                       | | White Dove                                                                       | 1994 | |
| 276 | Who We Are                                              | Klaus Meine                                                                      | Klaus Meine                                                                      | | Return to Forever                                                                | 2015 | Nur als Bonustrack der Limited Deluxe Edition (2015) und der Tour Edition (2016) des Albums erhältlich. |
| 277 | Wild Child                                              | Rudolf Schenker                                                                  | Klaus Meine                                                                      | | Pure Instinct                                                                    | 1996 | |
| 278 | Wind of Change                                          | Klaus Meine                                                                      | Klaus Meine                                                                      | - Album-Version (1990) - Radio-Edit (1991) - Russische Version BETEP ПEPEMEH (1991) - Spanische Version (1991) - Orchester-Version (2000) - Acoustic-Version, Live (2001) - Neuaufnahme (2011) - Unplugged-Version, Live feat. Morten Harket (2013) - Demo-Version (2020)                                                                                              | Crazy World                                                                      | 1990 | Dieser Song wurde 1991 zu einem absoluten Welthit und wird bis heute sehr stark mit der Band in Verbindung gebracht. Es erreichte in elf Ländern den ersten Platz in den Charts und ist bis heute ihre erfolgreichste Single. Das Lied war das erste, für welches Klaus Meine nicht nur den Text, sondern auch die Musik komponiert hat. Es beginnt mit einem Pfeifintro, welches ebenfalls von ihm dargeboten wird. Rudolf Schenker und Klaus Meine sind auch Markeninhaber der Wortmarke „Wind of Change“. |
| 279 | Woman                                                   | Rudolf Schenker                                                                  | Klaus Meine                                                                      | - Album-Version (1993) - Edit (1994) | Face the Heat                                                                    | 1993 | |
| 280 | Yellow Butterfly                                        | Rudolf Schenker, Marti Frederiksen                                               | Klaus Meine                                                                      | | Eye II Eye                                                                       | 1999 | |
| 281 | Yellow Raven                                            | Uli Jon Roth                                                                     | Uli Jon Roth                                                                     | | Virgin Killer                                                                    | 1976 | |
| 282 | You and I                                               | Klaus Meine                                                                      | Klaus Meine                                                                      | - Album-Version (1996) - Special-Single-Mix (1996) - Butcher-Radio-Remix (1999) - Orchester-Version, Live (2000) - Acoustic-Version, Live (2001) | Pure Instinct                                                                    | 1996 | |
| 283 | You Are the Champion                                    | Freddie Mercury                                                                  | Freddie Mercury                                                                  | - Single-Version (2004) - Instrumental (2004) | You Are the Champion (Single)                                                    | 2004 | Cover von Queen (1975). |
| 284 | You Give Me All I Need                                  | Rudolf Schenker                                                                  | Herman Rarebell                                                                  | | Blackout                                                                         | 1982 | Dieses Lied ist das einzige auf dem Blackout-Album, welches niemals live von der Band gespielt worden ist. |
| 285 | Your Last Song                                          | Rudolf Schenker, Desmond Child, Eric Bazilian                                    | Rudolf Schenker, Desmond Child, Eric Bazilian                                    | | Humanity – Hour I                                                                | 2007 | |
| 286 | Your Light                                              | Uli Jon Roth                                                                     | Uli Jon Roth                                                                     | | Taken by Force                                                                   | 1977 | Dieses Lied hat Roth für seine damals frisch gewonnene Freundin Monika Dannemann geschrieben und handelt laut seiner Aussage hauptsächlich von Jesus. |
| 287 | You’re Lovin’ Me to Death                               | Rudolf Schenker, Desmond Child, Eric Bazilian, Andreas Carlsson                  | Rudolf Schenker, Desmond Child, Eric Bazilian, Andreas Carlsson                  | | Humanity – Hour I                                                                | 2007 | |

Darüber hinaus haben die Scorpions ab 2016 auch das Motörhead-Cover Overkill regelmäßig auf Konzerten gespielt, welches bislang jedoch auf keinem Bild- oder Tonträger veröffentlicht wurde.

## Liste von Gastbeiträgen der Scorpions oder aktiven Bandmitgliedern
Dieser Teil der Liste enthält Lieder, an denen die Band oder einzelne Bandmitglieder, während ihrer Zeit bei den Scorpions, lediglich als Gastmusiker auf Alben oder aufgezeichneten Konzerten mitgewirkt haben. Teilweise handelt es sich auch um Live-Versionen eigener Scorpions-Kompositionen, die mit einem oder mehreren Bandmitgliedern auf einem Live-Mitschnitt eines anderen Künstlers erschienen sind.
Lieder, die die Band mit anderen Musikern aufgenommen hat, die jedoch offiziell für einen Scorpions-Bild- oder Tonträger aufgenommen wurden, sind bereits in der oberen Liste aufgeführt. Die Reihenfolge dieser Aufstellung richtet sich nach der chronologischen Reihenfolge der Veröffentlichungen.
| #  | Titel                                       | Komponist                                                                             | Autor                                                                                 | Album (Künstler)                                            | Anmerkung | Jahr |
| -- | ------------------------------------------- | ------------------------------------------------------------------------------------- | ------------------------------------------------------------------------------------- | ----------------------------------------------------------- | --- | ---- |
| 1  | Doctor Doctor                               | Michael Schenker, Phil Mogg                                                           | Michael Schenker, Phil Mogg                                                           | Rock Will Never Die (The Michael Schenker Group)            | Live-Aufnahme des UFO-Songs, Gastauftritt von Klaus Meine (Gesang) und Rudolf Schenker (Gitarre) vom Konzert am 22. und 23. Oktober 1983 im Hammersmith Odeon in London, auf CD und auch als Video erschien.                                | 1984 |
| 2  | In the Flesh?                               | Roger Waters                                                                          | Roger Waters                                                                          | The Wall - Live in Berlin (Roger Waters)                    | Live-Aufnahme des Pink-Floyd-Songs der Scorpions vom Konzert am 21. Juli 1990 am Potsdamer Platz in Berlin, auf CD und auch als Video und DVD erschien.                                                                                     | 1990 |
| 3  | In the Flesh                                | Roger Waters                                                                          | Roger Waters                                                                          | The Wall - Live in Berlin (Roger Waters)                    | Live-Aufnahme des Pink-Floyd-Songs der Scorpions vom Konzert am 21. Juli 1990 am Potsdamer Platz in Berlin, auf CD und auch als Video und DVD erschien.                                                                                     | 1990 |
| 4  | Run Like Hell                               | Roger Waters, David Gilmour                                                           | Roger Waters                                                                          | The Wall - Live in Berlin (Roger Waters)                    | Live-Aufnahme des Pink-Floyd-Songs der Scorpions vom Konzert am 21. Juli 1990 am Potsdamer Platz in Berlin, auf CD und auch als Video und DVD erschien.                                                                                     | 1990 |
| 5  | Waiting for the Worms                       | Roger Waters                                                                          | Roger Waters                                                                          | The Wall - Live in Berlin (Roger Waters)                    | Live-Aufnahme des Pink-Floyd-Songs der Scorpions vom Konzert am 21. Juli 1990 am Potsdamer Platz in Berlin, auf CD und auch als Video und DVD erschien.                                                                                     | 1990 |
| 6  | Wind of Change                              | Klaus Meine                                                                           | Klaus Meine                                                                           | Népstadion 1994 Omegakoncert – No. 2. Szárazblokk (Omega)   | Live-Aufnahme des Scorpions-Songs, Gastauftritt von Klaus Meine (Gesang) und Rudolf Schenker (Gitarre) beim Omega-Konzert, aufgezeichnet am 3. September 1994 im Népstadion, Budapest (Ungarn).                                             | 1994 |
| 7  | Csillagok Útján                             | Omega, Várszegi Gábor                                                                 | Omega, Várszegi Gábor                                                                 | Népstadion 1994 Omegakoncert – No. 2. Szárazblokk (Omega)   | Live-Aufnahme, Gastauftritt von Klaus Meine (Gesang) und Rudolf Schenker (Gitarre) beim Omega-Konzert, aufgezeichnet am 3. September 1994 im Népstadion, Budapest (Ungarn).                                                                 | 1994 |
| 8  | Fekete Pillangó                             | Debreceni Ferenc, Molnár György, Kóbor János, Benkő László, Sülyi Péter, Mihály Tamás | Debreceni Ferenc, Molnár György, Kóbor János, Benkő László, Sülyi Péter, Mihály Tamás | Népstadion 1994 Omegakoncert – No. 2. Szárazblokk (Omega)   | Live-Aufnahme, Gastauftritt von Klaus Meine (Gesang) und Rudolf Schenker (Gitarre) beim Omega-Konzert, aufgezeichnet am 3. September 1994 im Népstadion, Budapest (Ungarn).                                                                 | 1994 |
| 9  | Bridge to Heaven                            | Giacomo Puccini                                                                       | Giacomo Puccini                                                                       | Die große José Carreras Gala (José Carreras)                | Live-Aufnahme, Klaus Meine als Sänger und der ehemalige Scorpions-Gitarrist Uli Jon Roth an der Gitarre. | 1995 |
| 10 | Blackout                                    | Rudolf Schenker                                                                       | Klaus Meine, Herman Rarebell, Sonja Kittelsen                                         | Live Insurrection (Halford)                                 | Live-Aufnahme des Scorpions-Songs, Rudolf Schenker (Gitarre) als Gast auf dem Live-Album von Halford, bis 2009 nur Bestandteil der japanischen Albumversion gewesen.                                                                        | 2001 |
| 11 | Wind of Change                              | Klaus Meine                                                                           | Klaus Meine                                                                           | Around the World (José Carreras)                            | Klaus Meine als Gastsänger auf der Duettversion des Scorpions-Songs. | 2001 |
| 12 | Bis wohin reicht mein Leben (Die Liebenden) | Richard Schönherz, Angelica Fleer                                                     | Rainer Maria Rilke                                                                    | In meinem wilden Herzen (Rilke Projekt)                     | Klaus Meine als Gastsänger auf dem zweiten Album des deutschen Musikprojekts, zusammen mit Zabine feat. Senait. | 2002 |
| 13 | Send Me an Angel                            | Rudolf Schenker                                                                       | Klaus Meine                                                                           | Unison (Liel)                                               | Klaus Meine als Gastsänger auf der Duettversion des Scorpions-Songs, bereits im Dezember 2005 als Single unter „Liel feat. Klaus Meine“ veröffentlicht, 2006 auch auf dem Album von Liel erschien.                                          | 2005 |
| 14 | Keep the World Safe                         | Klaus Meine, David D'aor                                                              | Klaus Meine, David D'aor                                                              | Unison (Liel)                                               | Klaus Meine als Gastsänger. | 2006 |
| 15 | Bigger Than Life                            | Klaus Meine, Peter Wolf                                                               | Klaus Meine, Peter Wolf                                                               | Unison (Liel)                                               | Klaus Meine als Gastsänger. | 2006 |
| 16 | Jerusalem                                   | Naomi Shemer                                                                          | Naomi Shemer                                                                          | Unison (Liel)                                               | Klaus Meine als Gastsänger und Matthias Jabs als Gitarrist. | 2006 |
| 17 | I Don’t Believe In Your Love                | Tobias Sammet                                                                         | Tobias Sammet                                                                         | The Scarecrow (Avantasia)                                   | Rudolf Schenker (Gitarre) als Gastmusiker auf dem Song von Tobias Sammets Musikprojekt Avantasia. | 2008 |
| 18 | Beds Are Burning                            | Rob Hirst, Jim Moginie, Peter Garrett                                                 | Rob Hirst, Jim Moginie, Peter Garrett                                                 | nur als Download (TckTckTck)                                | Klaus Meine als Teil des Projektes TckTckTck, Cover von Midnight Oil (1987). | 2009 |
| 19 | Dying for an Angel                          | Tobias Sammet                                                                         | Tobias Sammet                                                                         | The Wicked Symphony (Avantasia)                             | Klaus Meine als Gastsänger auf dem Song von Tobias Sammets Musikprojekt Avantasia, zu dem Lied entstand auch ein Musikvideo mit Tobias Sammet und Klaus Meine.                                                                              | 2010 |
| 20 | Big City Nights                             | Rudolf Schenker                                                                       | Klaus Meine                                                                           | 25 Years in Rock ...and Still Going Strong (Doro)           | Live-Aufnahme des Scorpions-Songs, Gastauftritt von Klaus Meine (Gesang) und Rudolf Schenker (Gitarre) bei Doros Konzert zum 25. Bühnenjubiläum, aufgezeichnet am 13. Dezember 2008 in Düsseldorf (Deutschland), nur auf der DVD enthalten. | 2010 |
| 21 | Rock You Like a Hurricane                   | Rudolf Schenker                                                                       | Klaus Meine, Herman Rarebell                                                          | 25 Years in Rock ...and Still Going Strong (Doro)           | Live-Aufnahme des Scorpions-Songs, Gastauftritt von Klaus Meine (Gesang) und Rudolf Schenker (Gitarre) bei Doros Konzert zum 25. Bühnenjubiläum, aufgezeichnet am 13. Dezember 2008 in Düsseldorf (Deutschland), nur auf der DVD enthalten. | 2010 |
| 22 | Hanging on                                  | Michael Schenker                                                                      | Michael Voss                                                                          | Temple of Rock (Michael Schenker)                           | Rudolf Schenker (Gitarre) als Gastmusiker auf dem Song von dem Album seines jüngeren Bruders Michael, außerdem auch mit dem ehemaligen Scorpions-Schlagzeuger Herman Rarebell.                                                              | 2011 |
| 23 | Without You                                 | Michael Schenker                                                                      | Michael Schenker                                                                      | Temple of Rock (Michael Schenker)                           | Rudolf Schenker (Gitarre) als Gastmusiker auf dem Song von dem Album seines jüngeren Bruders Michael, außerdem auch mit dem ehemaligen Scorpions-Schlagzeuger Herman Rarebell.                                                              | 2011 |
| 24 | Keep Watch on Me                            | unbekannt                                                                             | unbekannt                                                                             | Rock n' Roll... Golden Decadence (Karelia)                  | Rudolf Schenker (Gitarre) als Gastmusiker auf dem Song der französischen Symphonic-Metal-Band. | 2011 |
| 25 | The Way Across the Hills                    | unbekannt                                                                             | unbekannt                                                                             | Rock n' Roll... Golden Decadence (Karelia)                  | Rudolf Schenker (Gitarre) als Gastmusiker auf dem Song der französischen Symphonic-Metal-Band. | 2011 |
| 26 | Mother Europe 2019                          | Günther Theys, Jan Yrlund, Walter van Cortenberg                                      | Günther Theys, Jan Yrlund, Walter van Cortenberg                                      | nur als Download (Man Doki feat. Artists United for Europe) | Klaus Meine (Gesang) und Rudolf Schenker (Gitarre) als Teil des Projektes Artists United for Europe, Cover von Ancient Rites (1998). | 2019 |

## Liste von offiziell unveröffentlichten Liedern
Diese letzte Aufstellung enthält nur Songs, die von der Band selbst niemals auf einem offiziellen Tonträger herausgebracht wurden, deren Existenz aber im Internet oder auf Bootlegs nachgewiesen ist. Auch Lieder, die nur bei Konzerten gespielt wurden, aber auf einem inoffiziellen Konzertalbum dokumentiert sind, finden hier Beachtung. Die Reihenfolge dieser Liste richtet sich nach dem jeweiligen Aufnahmezeitpunkt (Jahr), unabhängig von der eigentlichen Veröffentlichung des Titels.
| # | Titel                       | Komponist         | Autor            | Anmerkung | Nachweis |
| - | --------------------------- | ----------------- | ---------------- | --- | -------- |
| 1 | Far Across the Ocean        | unbekannt         | unbekannt        | Dieser Song wurde am 3. Mai 1974 live gespielt und hätte eigentlich auf dem ein halbes Jahr später veröffentlichten Album Fly to the Rainbow erscheinen können. | [ 33 ]   |
| 2 | Pretty at Night             | unbekannt         | –                | Instrumentales Demo, 1983 für das Album Love at First Sting angefertigt, auf dem Bootleg Love at First Sting Demos & Rehearsals 1983 dokumentiert. | [ 34 ]   |
| 3 | Travellin' Band             | John Fogerty      | John Fogerty     | Live-Aufnahme, Jam mit Bon Jovi & Cinderella, aufgezeichnet am 19. Dezember 1988 in der Olympiahalle in München. Wurde 1993 auf dem Bootleg Covering 'Em der Band Bon Jovi dokumentiert.                                                                                                | [ 35 ]   |
| 4 | Positive Forward            | Michael Schenker  | –                | Instrumentale Live-Aufnahme, mehrmals auf der Face-the-Heat-Tournee 1993 mit Michael Schenker dargeboten, auf mehreren Bootlegs wie zum Beispiel Scorps Bite Back dokumentiert. Eine Studioversion des Songs ohne die Scorpions erschien 1993 auf dem Michael-Schenker-Album Thank You. | [ 36 ]   |
| 5 | Just One You                | Ralph Rieckermann | Grace Sharington | Outtake aus den Sessions für das Album Pure Instinct von 1996, wurde 2015 in Japan auf dem Bootleg The Songs That Won't Go Away - 50th Anniversary Rare Tracks Collection dokumentiert.                                                                                                 | [ 38 ]   |
| 6 | New Horizons                | unbekannt         | unbekannt        | Dieses Lied wurde nur ein einziges Mal von der Band aufgeführt, diese Live-Aufnahme vom 6. September 2003 in Moskau wurde 2015 in Japan auf dem Bootleg The Songs That Won't Go Away - 50th Anniversary Rare Tracks Collection dokumentiert.                                            | [ 40 ]   |
| 7 | The Song That Won't Go Away | unbekannt         | unbekannt        | Outtake aus den Sessions für das Album Unbreakable von 2004, wurde 2015 in Japan auf dem Bootleg The Songs That Won't Go Away - 50th Anniversary Rare Tracks Collection dokumentiert.                                                                                                   | [ 41 ]   |